# Bătălia Franței

Planul Fall gelb

Planul Împărțirea Franței ocupate

Bătălia Franței a fost invazia Germaniei Naziste în Franța și în Țările de Jos în timpul celui de-al Doilea Război Mondial. Operațiunea a început pe 10 mai 1940, odată cu sfârșitul Războiului ciudat. Bătălia a constat în două operațiuni. În prima fază, denumită Fall Gelb (Planul Galben), formațiunile blindate germane au pătruns prin Ardeni pentru a izola și a încercui unitățile Aliate care au avansat în Belgia. În timpul luptelor, forțele britanice și cele franceze cu care cooperau au fost respinși spre Canalul Mânecii de către forțele germane foarte mobile și mai bine organizate. Ca urmare, guvernul britanic a hotărât să evacueze și mai multe divizii franceze din Dunkerque în timpul Operațiunii Dynamo.
A doua fază a bătăliei, denumită Fall Rot (Planul Roșu), a început pe 5 iunie. Dacă la început forțele franceze au opus o rezistență puternică, superioritatea aeriană germană  și mobilitatea forțelor blindate au copleșit defensiva. Trupele germane au învăluit Linia Maginot și au avansat adânc în teritoriul francez. Italia a declarat război Franței pe 10 iunie. Guvernul francez s-a refugiat la Bordeaux la scurt timp după acest eveniment. Paris, capitala Franței, a fost ocupat pe 14 iunie. Pe 17 iunie, mareșalul Philippe Pétain, noul șef al cabinetului, a anunțat public faptul că Franța va cere semnarea unui armistițiu. Pe 22 iunie, armistițiul a fost semnat, intrând în vigoare pe 25 iunie. Pentru Puterile Axei, campania a reprezentat un succes spectaculos.
După Bătălia Angliei, Franța a fost împărțită într-o zonă de ocupație germană în nord și vest, o mică zonă de ocupație italiană în sud-est și o zonă neocupată (în franceză zone libre) în sud. Regimul de la Vichy administra toate aceste zone în condițiile impuse de armistițiu. În noiembrie 1942, forțele Axei au ocupat și zone libere, Franța metropolitană fiind sub ocupația Axei până la debarcarea Aliaților din 1944. Țările de Jos au rămas sub ocupație germană până în 1944 și 1945.

## Contextul general
După invadarea Poloniei de către Germania în septembrie 1939 (acțiune care este considerată începutul celui de-al Doilea Război Mondial în Europa), între puterile occidentale a apărut o perioadă de inacțiune cunoscută cu numele de  „Războiul ciudat”, "Sitzkrieg" sau "Drôle de guerre". Adolf Hitler sperase ca Franța și Regatul Unit să accepte în cele din urmă ocuparea Poloniei (așa cum făcuseră în cazul Cehoslovaciei) și să accepte semnarea unei păci. Pe 6 octombrie, el a făcut o ofertă de pace celor două puteri occidentale. Chiar mai înainte ca cele două guverne să răspundă, Hitler a formulat pe 9 octombrie o nouă politică militară în cazul unui răspuns negativ -  Führer-Anweisung N°6'.

## Strategia germană
Hitler a nutrit întotdeauna visuri cu privire la campanii militare majore cu ajutorul cărora să înfrângă națiunile Europei Occidentale. În cazul unor asemenea victorii, Germania ar fi avut deschis drumul pentru cucerirea teritoriilor din Europa Răsăriteană (așa-numitul „Spațiu vital”) fără să mai aibă grija războiului pe două fronturi. Aceste intenții nu apăreau însă și în textul Directivei 6. Acest plan pornea de la o evaluare realistă a puterii militare germane, care mai avea nevoie de câțiva ani pentru a ajunge la un potențial maxim, situația acelor momente nepermițând decât atingerea unor obiective limitate. Planurile vizau pentru început îmbunătățirea capacității Germaniei de rezistență la un război pe termen lung în vest. 
Hitler a ordonat cucerirea Țărilor de Jos în cel mai scurt timp posibil. O asemenea acțiune trebuia să împiedice Franța să le ocupe, de unde aviația de război a Aliaților să amenințe regiunea industrială a Ruhrului. Ocuparea Țărilor de Jos ar fi oferit, de asemenea, o bază pentru un război pe termen lung împotriva Regatului Unit. Führerul nu făcea nicio mențiune în directiva sa cu privire la un atac la scară mare împotriva Franței, deși erau menționate o serie de regiuni de frontieră care trebuiau ocupate.
Hitler a propus pentru prima data invadarea Franței pe 25 octombrie, dar a fost de acord că era prea devreme pentru declanșarea atacului. Pe 5 noiembrie, el i-a propus șefului Statului Major Walther von Brauchitsch data de 12 noiembrie. Generalul a considerat că și această ultimă dată este nerealistă, dat fiind faptul că armata nu se refăcuse după campania din Polonia. Unitățile motorizate trebuiau să își repare vehiculele, iar stocurile de muniție erau în cea mai mare parte epuizate. Von Brauchitsch s-a oferit să demisioneze dacă Hitler ar fi insistat asupra datei declanșării atacului împotriva Franței, dar Hitler nu a acceptat-o. După două zile, Hitler a amânat atacul, motivul oficial fiind vremea nefavorabilă:42–43.

### Structura forțelor armate germane
Comanda supremă asupra forțelor germane era deținută de  Oberkommando der Wehrmacht – Înaltul Comandament al Forțelor de Apărare (mai cunoscut prin inițialele sale, „OKW”). Acesta ere folosit de Hitler ca un grup de planificare alternativ, dar principala responsabilitate asupra campaniei din vest o avea  Oberkommando des Heeres – Înaltul Comandament al Forțelor Terestre („OKH”). Comandantul forțelor terestre era von Brauchitsch, dar responsabilul principal al planificării militare era șeful Statului Major Franz Halder. OKW avea ca subordonați Oberkommando der Luftwaffe (OKL), condus de colaboratorul apropiat al lui Hitler Hermann Göring, și Oberkommando der Marine (OKM), de sub comanda amiralului Erich Raeder.

### Similitudinile cu Planul Schlieffen
Pe 10 octombrie 1939, britanicii au refuzat oferta de pace a lui Hitler. Pe 12 octombrie, francezii au refuzat la rândul lor propunerile germane. Franz Halder a prezentat responsabililor germani prima versiune a „Fall Gelb (Planul Galben)” pe 19 octombrie. Planul Galben era numele numele de cod al campaniei din Țările de Jos: „Aufmarschanweisung N°1, Fall Gelb – Instrucțiunile de desfășurare Nr. 1, Planul Galben”. Planul lui Halder a fost comparat deseori cu Planul Schlieffen, care ar fi trebuit să îi ducă pe germani la victorie în prima conflagrație mondială . Ambele planuri prevedeau un atac prin Belgia, dar în vreme ce scopul Planului Schlieffen era obținerea unei victorii decisive prin încercuirea rapidă a armatei franceze, Aufmarschanweisung N°1 propunea un atac frontal, cu obiectivul limitat la ocuparea teritoriului până la râul  Somme și cu pierderi de vieți omenești de aproximativ o jumătate de milion de soldați. Halder considera că armata germană își putea permite în 1940 doar atingerea acestui obiectiv limitat, principalul atac împotriva Franței putând fi organizat cu sorți de izbândă doar în 1942.
Hitler a fost dezamăgit de planul lui Halder și reacția sa inițială a fost să decidă un atac timpuriu, indiferent de starea de pregătire a trupelor, în speranța că i-ar fi surprins pe Aliați și ar fi obținut o victorie ușoară. Comandanții militari au reușit în mai multe rânduri să îl convingă pe Hitler să amâne atacul pentru ca să permită armatei să elimine o serie de probleme majore. Planul inițial a fost modificat – deși efortul principal urma să fie dat în centrul Belgiei, urmau să fie executate atacuri secundare pe flancuri. Hitler a făcut pentru prima oară propunerea pentru executarea unui atac secundar pe 11 noiembrie. Pe 29 octombrie, Halder a prezentat un al doilea plan operațional, Aufmarschanweisung N°2, Fall Gelb, care cuprindea aceste modificări și care prevedea un atac secundar în Țările de Jos.
Hitler nu era singurul care nu agrea planul lui Halder. Generalul Gerd von Rundstedt, comandantul Grupului de armată A, era unul dintre criticii planului. Von Rundstedt nu era un admirator la manevrelor de învăluire (Bewegungskrieg), care fuseseră baza tacticilor germane începând cu secolul al XIX-lea. În schimb, considera că este de preferat o spargere a frontului, care ar fi condus în cele din urmă la încercuirea și distrugerea forțelor principale aliate. Zona cea mai potrivită pentru un asemenea atac era cea a orașului Sedan, care se afla în sectorul Grupului de Armată A, comanda de von Rundstedt. Pe 21 octombrie, acesta din urmă a acceptat propunerea șefului său de stat major Erich von Manstein ca un plan operațional alternativ trebuie conceput, plan care să reflecte aceste idei și care să transforme Grupul de Armate A în cel mai puternic prin preluarea unor forțe importante ale Grupului de Armate B, aflate la nord.

### Planul Manstein
În vreme ce von Manstein  concepte noi planuri la Koblenz, Heinz Guderian, comandantul Corpului de Armată XIX, o mare unitate blindată de elită, era cazat din întâmplare într-un hotel din apropiere. În acel moment Planul Manstein prevedea o înaintare de la nord de Sedan spre spatele forțelor aliate din Belgia. Când Guderian a fost invitat în cadru neoficial să contribuie la plan, el a propus o abordare nouă și radical diferită. El a propus ca nu doar marile unități blindate de sub comanda lui, dar cele mai multe Panzerwaffe să fie concentrate la Sedan. Marea concentrare de tancuri nu trebuia să atace spre nord, ci spre vest, pentru executarea unei penetrări strategice rapide și independente în adâncime spre Canalul Mânecii. Acest atac trebuia executat fără sprijinul infanteriei, care i-ar fi încetinit înaintarea. Atacul ar fi dus la prăbușirea frontului inamic și ar fi fost executat cu pierderi minime prin evitarea luptelor de anihilare (Kesselschlacht). Utilizarea unor forțe blindate independente mai fusese discutată în perioada interbelică în Germania, dar nu fusese considerată acceptabilă de cei mai mulți generali. Marele Stat Major avea mari rețineri cu privire la reușită unei operațiuni atât de riscante. Ideea operațională a lui von Manstein a fost îmbrățișată de Guderian, care cunoștea relativ bine regiunea unde luptase în 1914-1918.
Von Manstein a scris primul raport cu privire la planul alternativ pe 31 octombrie. El a evitat cu grijă menționarea numelui lui Guderian și nu a subliniat puternic partea referitoare la atacul unităților de blindate pentru ca să evite rezistența din partea unor generali cu putere de decizie. Von Manstein a mai conceput șase alte rapoarte între 31 octombrie 1939 și 12 ianuarie 1940, planurile sale devenind tot mai radicale. Toate au fost respinse de OKH, nimic din acestea neajungând la urechile lui Hitler.

### Incidentul Mechelen
Atacul german împotriva Țărilor de Jos a fost programat pentru 17 ianuarie 1940:43. Pe 10 ianuarie, un avion german Messerschmitt Bf 108 a aterizat forțat la Maasmechelen, la nord de Maastricht (Belgia). Printre pasagerii avionului s-a numărat și maiorul Luftwaffe Hellmuth Reinberger, care avea în bagaje și copia ultimei versiuni a Aufmarschanweisung N°2. Reinberger nu a reușit să distrugă documentul, care a ajuns în cele din urmă în mâinile serviciilor de informații belgiene. S-a susținut uneori că acest incident a dus la modificarea planurilor germane, dar acest lucru este fals. De fapt, o reformulare a planurilor de pe 30 ianuarie, Aufmarschanweisung N°3, Fall Gelb, nu făcea decât să reia în cea mai mare parte versiunea anterioară.

### Adoptarea Planului Manstein
Pe 27 ianuarie, von Manstein a fost eliberat din funcția de șef al Statului Major al Grupului de Armate A și a fost numit comandant al unui corp de armată din Prusia la Stettin. Mutarea fusese făcută la inițiativa lui Halder, care dorea să îi reducă influența lui von Manstein. Subordonații lui von Manstein i-au adus cazul la cunoștință lui Hitler. Independent de propunerea lui von Manstein, Hitler sugerase un atac la Sedan, dar fusese convins de către apropiați că este un plan prea riscant. Pe 2 februarie, planul lui von Manstein i-a fost supus atenției lui Hitler. Acesta din urmă i-a convocat pe von Manstein, pe șeful de personal al trupelor terestre, generalul Rudolf Schmundt, și pe șeful de operațiuni al OKW, Alfred Jodl. După ce l-a ascultat pe von Manstein fără să întrerupă vorbitorul și fără să se lanseze în monologuri, el a acceptat toate argumentele generalului. A doua zi chiar, el a ordonat ca toate planurile pentru invadarea Țărilor de Jos și Franței să fie modificate în conformitate cu ideile lui von Manstein. Dacă Hitler considerase un atac pentru străpungerea frontului la Sedan doar ca o manevră tactică, von Manstein considera că o asemenea acțiune avea să asigure o victorie rapidă și puțin costisitoare. Planul lui avea în vedere o înaintare rapidă spre Canalul Mânecii și încercuirea armatelor aliate în Belgia care, în cazul unei execuții perfecte, putea să aibă urmări strategice extrem de favorabile pentru Germania.
Halder nu avea nicio intenție să se îndepărteze de doctrina tradițională germană ș să permită o străpungere strategică efectuată de șapte divizii de blindate ale Grupului de Armate A. Spre nemulțumirea lui Guderian, acest atac al tacurilor a fost la început complet eliminat din noul plan  Aufmarschanweisung N°4, Fall Gelb, terminat pe 24 februarie. Până în cele din urmă, Halder și-a schimbat în mod radical opiniile. Halder a fost vehement criticat, cel puțin la fel de dur cum fuseseră atacurile sale din trecut la adresa lui von Manstein. Cei mai mulți ofițeri superiori germani erau șocați de plan pe care îl numeau „groparul forțelor Panzer”.
Chiar și când îndrăznețul plan a fost modificat pentru ca să corespundă metodelor convenționale, el a provocat o furtună de proteste printre generalii germani. Ei considerau că este absolut iresponsabil să concentrezi forțe într-o poziției unde nu puteau fi aprovizionați cu ușurință și în cantități suficiente, în condițiile în care căile de comunicație puteau fi întrerupte cu ușurință de către francezi. Dacă franco-britanicii ar fi reacționat altfel decât prognoza planul, ofensiva germană se putea transforma într-o catastrofă de proporții. Toate obiecțiunile generalilor au fost respinse de Hitler, care considera că Germania este într-o poziție strategică fără speranță, iar cea mai neînsemnată șansă de victorie contrabalansa o înfrângere certă implicată de inacțiune.

### Blitzkrieg
Strategia, metodele operaționale și tacticile armatei terestre germane și a Luftwaffe au fost denumite de multe ori „ Blitzkrieg (războiul-fulger)”. Conceptul este puternic controversat și este legat de problema naturii și originii corecte a operațiunilor „Blitzkrieg”, pentru care campania din 1940 este considerată ca fiind exemplul clasic. Elementul esențial al războiului-fulger era considerat ca fiind o operațiune (sau o serie de operațiuni) strategică executată de forțe mecanizate, care ar fi dus la prăbușirea defensivei inamicului. „Blitzkriegul” a fost considerat de asemenea o formă revoluționară de război. De-a lungul timpului, cercetătorii i-au pus la îndoială noutatea, sau chiar existența.
Victorii rapide și decisive au fost obținute de forțe armate și înainte de a doua conflagrație mondială. În timpul războaielor pentru unificarea Germaniei sau în campaniile Primului Război Mondial. Statul major german a încercat să pună în practică teoria  Bewegungskrieg (Răzoiul mobil), cu principii asemănătoare războiului-fulger. În timpul primei conflagrații mondiale, aceste metode au permis realizarea unor străpungeri tactice, dar exploatarea acestor succese nu a putut fi făcută în mod corespunzător din cauza lipsei transportului motorizat al trupelor. Dezvoltarea tancurilor, avioanelor și, mult mai important, al infanteriei și artileriei motorizate au permis germanilor să folosească vechile metode cu noua tehnologie din 1940. Problema transportului fusese rezolvată prin modernizările motorului cu ardere internă.
Din punct de vedere conceptual „Blitzkrieg” este complicat. Nu există nicio referință explicită asupra unei asemenea strategii, operațiune sau tactică în planurile de luptă germane. Nu există nicio dovadă cu privire la dezvoltările teoretice sau în ceea ce privește pregătirile industriale care să susțină existența unor planuri făcute pe termen lung. Dovezile existente în acest moment sugerează mai degrabă că Germania nazistă|Reichul German se pregătea pentru un război de uzură de lungă durată, în niciun caz un război rapid de manevră. Estimările greșite ale lui Hitler din 1939 au împins țara în război într-un moment în care nu era pregătită complet. În aceste condiții Marele Stat Major german a trebuit să găsească soluții pentru obținerea unei victorii rapide, mai înainte ca superioritatea materială și economică a aliaților să-și spună cuvântul. În mod clar însă, nu acestea fuseseră intențiile inițiale. Doar după înfrângerea Franței din 1940, liderii militari germani au adoptat „Blitzkriegul” ca principală metodă pentru îndeplinirea ambițiilor lor în Europa. Istoricul german Karl-Heinz Frieser avea să explice:
 „Campania din vest nu a fost planificată ca o campanie de cucerire. Mai degrabă, a fost un act operațional disperat pentru ieșirea dintr-o situație strategică disperată. Ceea ce este numită „gândire Blitzkrieg” nu a fost dezvoltată decât după [sublinierea autorului] campania din vest. Nu a fost cauza ci mai degrabă consecința victoriei.”

## Strategia aliaților

### Primele acțiuni
Belgia era încă neutră în septembrie 1939, acordul franco-belgian de securitate din 1920 încetându-și efectul în 1936. Belgienii nu au permis francezilor să le inspecteze pozițiile defensive decât în martie 1940, când un general de brigadă în civil a putut să viziteze, din automobil, instalațiile de apărare ale țării:56. Țările de Jos era de asemenea neutră, dar guvernul făcuse o serie de aranjamente cu „Antanta” (cum erau încă numiți aliații occidentali) pentru o cooperare în cazul unei invazii germane. Maurice Gamelin, comandantul suprem francez, a sugerat ca, atâta vreme cât Germania era încă prinsă în luptele din Polonia, aliații să folosească Țările de Jos ca pe o trambulină pentru lansarea unui atac împotriva naziștilor. Guvernul francez a refuzat însă să ia în considerație un asemenea plan.
Doar după data invadării Poloniei de pe 1 septembrie 1939, soldații francezi au înaintat de-a lungul Liniei Maginot aproximativ 5 km în interiorul regiunii Saar într-o acțiune care avea să fie cunoscută drept „Ofensiva din Saar”. De partea franceză au participat 98 de divizii (70 dintre ele formate din rezerviști) și 2.500 de tancuri. Lor li s-au opus 43 de divizii (32 formate din rezerviști) și nicio unitate de tancuri. Francezii au înaintat până la fortificațiile cu încadrate cu efective scăzute ale Liniei Siegfried. Armata franceză ar fi reușit fără eforturi prea mari să străpungă linia subțire defensivă germană, dar au așteptat până când germanii au organizat contraofensiva, preferând în cele din urmă să se retragă pe pozițiile de plecare în octombrie.

### Planul Dyle
Considerentele strategice au impus aliaților să înainteze și să lupte pe teritoriul belgian atunci când germanii au atacat în vest. Guvernul britanic a cerut, cu insistență, ca țărmul flamand să rămână sub controlul aliat, ceea ce ar fi permis menținerea supremației navale a Royal Navy în Canalul Mânecii. Francezii au considerat că ofensiva germană trebuie oprită cât mai departe posibil  în est, ca să împiedice desfășurarea luptelor pe teritoriul francez. În cele din urmă, hotărârea luată de Gamelin, de înaintare și acceptare a luptei pe teritoriul Belgiei, s-a bazat pe convingerile sale că armata franceză nu ar fi fost capabilă să învingă într-un război al acțiunilor mobile pe un teatru de operațiuni vast ca cel al Franței. Frontul din Belgia era mult mai îngust și ar fi permis respingerea atacului german. Gamelin a susținut că înaintarea până pe linia defensivă a râului  Dijle (Dyle) și organizarea unei puternice poziții fortificate aici i-ar fi împiedicat pe germani să cucerească regiunile industriale belgiene.
Gamelin nu era o personalitate puternică, capabilă să își impună voința. Primul pas întreprins a fost propunerea variantei „Escaut” în locul „planului Dyle”. Aceasta ar fi presupus înaintarea francezilor pe teritoriul neerlandez. Două mari formațiuni franceze – Armata I și Armata a IX-a – urmau să apere linia defensivă din Belgia, de la Wavre la Givet. Armata a VII-a urma să apere aliniamentul Escaut și să colaboreze cu forțele neerlandeze. Armata belgiană trebuia să apere linia Gent-Antwerp. Belgienii urmau să fie sprijiniți de corpul expediționar britanic, care trebuia să apere secțiunea frontului de la est de Bruxelles, de la Wavre la Louvain.
Gamelin a înțeles că germanii aveau să încerce să străpungă liniile aliate cu ajutorul unei mari concentrări a forțelor mecanizate. Germanii aveau șanse reduse să străpungă Linia Maginot de pe flancul drept al aliaților și să le încercuiască forțele. Singurul punct slab al aliaților rămânea centrul frontului, dar acesta era acoperit în mare parte de obstacolul natural al râului Meuse. Tancurile puteau fi folosite doar limitat în apărarea pozițiilor de-a lungul cursului râului.  În dreptul orașului Namur, cursul râului se schimba brusc spre est, apărând în zonă o zonă cunoscută drept „breșa 'Gembloux”, care era ideală pentru desfășurarea operațiunilor de luptă mecanizate. Gamelin a hotărât să își concentreze aici o jumătate din forțele blindate, fiind convins că greul atacului german se va da pe câmpiile belgiano-neerlandeze. Gamelin considera că dacă germanii ar fi încercat să forțeze cursul râului Meuse printr-un masiv atac de infanterie, belgienii ar fi reușit să se apere cu succes. Mai mult chiar, chiar în condițiile în care un asemenea atac ar fi fost încununat de succes, victoria germană ar fi fost obținută cu un mare efort și după o perioadă de timp foarte îndelungată. Gamelin nu a luat în considerație nicio altă posibilitate de atac, ca de exemplu o străpungere a frontului în sud și ca urmare nu a făcut niciun fel de pregătire pentru evacuarea rapidă a forțelor aliate din Belgia.
Gamelin și-a susținut planul în ciuda unor critici repetate din partea subordonaților săi. Gaston Billotte și Alphonse Joseph Georges (comandanți ai unor mari grupuri de armate) se numărau printre cei mai hotărâți critici ai planurilor lui Gamelin. Georges a subliniat punctul slab al planurilor șefului său. El a sugerat că Gamelin era prea sigur că planul german ar fi presupus ca principalele bătălii să fie date în Țările de Jos și Belgia. Georges afirma că Gamelin prindea armatele aliaților în capcana Țărilor de Jos. Mai mult chiar, el a sugerat că un atac în Belgia putea să fie doar o diversiune. În acest caz, dacă forțele principale aliate erau cantonate în Belgia, exista posibilitatea ca atacul principal german să fie dat în centru, pe frontul dintre Meuse și Moselle, front care ar fi fost complet lipsit de resurse pentru respingerea atacului.
Întreaga planificare strategică aliată a căzut în sarcina francezilor. Britanicii au acceptat statutul de partener secundar în alianță și au fost de acord cu toate propunerile francezilor.

### Spionajul aliaților
În iarna 1939-1940, personalul consulatului belgian din Köln a anticipat liniile principale ale planului lui von Manstein. Bazându-se pe informații secrete, belgineii au înțeles că forțele germane se concentrau de-a lungul frontierelor belgiană și luxemburgheză. Belgienii au căpătat convingerea că germanii aveau să atace prin regiunea Ardennes și să se îndrepte spre Canalul Mânecii pentru izolarea armatelor aliate din Belgia de restul  Franței. Diplomații belgieni au anticipat corect planurile germane pentru folosirea trupelor aeropurtate (parașutiști și infanterie îmbarcată în planoare) în spatele liniilor aliate. Aceste analize nu au fost însă considerate demne de luat în seamă de către planificatorii militari francezi sau britanici.
În martie 1940, serviciile de contrainformații elvețiene au aflat de prezența a șase sau șapte divizii blindate la frontiera germano-belgiană. În zonă au mai fost identificate și alte unități motorizate. Serviciile specializate franceze au fost informate de către piloții avioanelor de recunoaștere cu privire la lucrările de construire a podurilor de pontoane peste râul Our, la frontiera germano-luxemburgheză.
Atașatul militar francez din Berna a transmis în țară informații cu privire la atacul german care avea să aibă loc la Sedan în perioada 8 – 10 mai. Raportul său era datat 30 aprilie. Toate aceste informații nu au avut vreun efect asupra lui Gamelin. Nici rapoartele primite de la Vatican sau fotografiile aeriene ale avioanelor de recunoaștere franceze care prezentau  coloana de 60 km a vehiculelor blindate germane de la granița germano-luxemburgheză:53.

## Efectivele și dispunerea forțelor germane

### Efective
Germania a mobilizat efective însumând 4.200.000 din cadrul Heer (forțele terestre), 1.000.000 Luftwaffe (aviația militară), 180.000 din cadrul Kriegsmarine (marina de război), și 100.000 din Waffen-SS. Dacă se iau în calcul forțele staționate în Polonia, Danemarca și Norvegia, forțele terestre mai dispuneau de aproximativ 3.000.000 de soldați disponibili pentru atacul de pe 10 mai 1940. Aceștia erau încadrați în 157 de divizii, dintre care 135 urmau să participe direct la ofensivă, iar restul de 42 erau plasate în rezervă.
Forțele germane din occident au mobilizat pe front, în mai și iunie, în jur de 2.440 de tancuri și 7.370 de piese de artilerie (în acest număr fiind incluse și rezervele). În 1939–1940, 45 % dintre militari aveau vârsta peste 40 de ani, iar jumătate din numărul lor total beneficiaseră de doar câteva săptămâni de instruire. Adevărul este că, spre deosebire de ceea ce sugerează legendele blitzkrieg, forțele terestre germane nu erau motorizate în totalitate. În 1940, doar 10% dintre efectivele forțelor terestre erau motorizate, putând mobiliza doar 120.000 de vehicule. Prin comparație, forțele franceze dispuneau de 300.000 de vehicule. Forța expediționară britanică avea de asemenea un contingent motorizat „demn de invidiat”. Cea mai mare parte a vehiculelor de aprovizionare germane erau, de fapt, căruțe trase de cai.
Doar 50% dintre diviziile germane aflate sub arme erau în 1940 gata de luptă, gradul lor de echipare fiind de multe ori mai slab decât al inamicilor francezi sau britanici. În unele cazuri, gradul de echipare al diviziilor germane din 1940 era inferior celui al armatei germane din 1914. În 1940, armata germană era doar parțial modernizată. După cum apreciază un istoric, un mic număr de „divizii de elită” bine echipate „erau depășite de numărul diviziilor de rangul al doilea sau al treilea”.

### Dispunerea operațională a forțelor terestre
Forțele terestre germane erau împărțite în trei grupuri de armate. Grupul de Armată A comandat de Gerd von Rundstedt, compus din 45 de divizii, dintre care șapte blindate, trebuia să execute lovitura decisivă, o „tăietură de seceră” - Sichelschnitt – prin dispozitivul defensiv al aliaților din Ardeni. Sichelschnitt nu a fost folosit în limbajul militar german, fiind de fapt o traducere a caracterizării operațiunii germane date de  Winston Churchill, "Sickle Cut" sau "armoured scythe stroke". Acest grup era compus din trei armate ale Wehrmachtului – 4, 12 și 16 – și trei corpuri de tancuri (Panzer). Un corp de blindate a fost alocat Armatei a 4-a, dar celelalte două XXXXI (Reinhardt) și XIX (Guderian) au format împreună cu un corp al Wehrmachtului pentru a forma o mare unitate independentă din punct de vedere operațional,  Panzergruppe Kleist.
Grupul de Armată B comandat de Fedor von Bock era compus din 29 de divizii, din care trei blindate, și avea ca obiectiv să înainteze prin Țările de Jos și să atragă în cursă unitățile nordice ale aliaților, pe care să le izoleze mai apoi într-o pungă. Grupul era format din armatele Wehrmacht 6 și 18.
Grupul de Armată C comandat de Wilhelm Ritter von Leeb era compus din 18 divizii și trebuia să prevină o eventuală încercare a aliaților de ocolire prin flanc cu pornire de pe Linia Maginot. Grupul trebuia să execute atacuri asupra instalațiilor defensive ale Liniei Maginot și de-a lungul Rinului. Wilhelm Ritter von Leeb comanda 2 armate – 1 și 7.

### Comunicațiile
Marele avantaj al germanilor era reprezentat de comunicațiile radio. Toate tancurile germane erau dotate cu aparate de emisie recepție radio, care permiteau comunicarea necriptată între unități. Dotarea cu radiouri permitea comandanților tancurilor germane să răspundă rapid la modificările constante ale situației de pe câmpul de luptă. Comunicațiile fără fir permiteau executarea unor modificări de ultim moment ale tacticii și adaptarea la situația reală de pe front într-un mod mult mai rapid decât inamicii. Unii dintre comandanți au considerat capacitatea de comunicarea rapidă drept cea mai importantă contribuție la conducerea luptelor. În rândul unităților de tancuri, exercițiile de comunicare radio au fost considerate mult mai importante decât  cele pentru îmbunătățirea preciziei tirului. Comunicațiile radio le-a permis echipajelor tancurilor germane să își coordoneze acțiunile colective, să se sprijine reciproc și să își concentreze puterea de foc în atac sau defensivă. În acest fel, unitățile germane de tancuri au depășit avantajul blindatelor franceze, superioare ca număr și echipare, amplasate însă în grupuri mici de sprijin ale unităților de infanterie. Francezii nu erau dotați cu aparate de emisie-recepție, ordinele fiind transmise prin viu grai, iar avantajul comunicațiilor radio avea să se dovedească crucial în momentele decisive ale luptelor.
Rețeaua de comunicații radio permitea comunicarea dintre echipajele tancurilor și comandament, dar și comunicația – limitată – cu forțele aeriene și terestre. Diviziile Panzer erau sprijinite de unități Fliegerleittruppen (trupe de control tactic aerian) dotate cu transportoare semi-șenilate „Sonderkraftfahrzeug”. Deși nu erau suficient de multe astfel de transportoare în dotarea armatei germane, tanchiștii puteau să apeleze la sprijinul Luftwaffe, indiferent dacă avioanele germane erau în aer sau la sol, pentru distrugerea unor ținte pe care artileria nu le putea anihila. Există mărturii ale faptului că apelurilor pentru sprijin aerian ale corpurilor de tancuri ale lui Guderian li s-a răspuns rapid, avioanele Luftwaffe atacând țintele în 15-20 de minute. Grupul aerian 8 (VIII. Fliegerkorps) dotat cu avioane Junkers Ju 87, destinat sprijinirii atacului Grupului de Armată A prin Ardeni, a menținut continuu o escadrilă de bombardiere și una de avioane de vânătoare gata de decolare pe pistă. În medie, acest grup aerian putea să intervină în cel mult trei sferturi de oră de emiterea cererii de sprijin.

### Tacticile trupelor terestre
Armata terestră germană a abordat soluția atacului „forțelor combinate”. Spre deosebire de aliați, germanii se bazau pe unități cu un mare grad de mobilitate, cu un raport judicios ales dintre infanterie, artilerie, unități de geniu și formațiuni de tancuri, toate integrate în diviziile de blindate. Cu toții se bazau pe un sistem de comunicație de bună calitate, care le permitea să atace cu succes și să își folosească avantajele obținute mai înainte ca inamicul să poată reacționa. Diviziile de tancuri erau capabile să efectueze misiuni de recunoaștere, să inițieze atacuri, să treacă rapid în apărare sau să ocupe poziții strategice. Pozițiile cucerite erau mai apoi apărate de infanterie și artilerie, devenind baze de plecare pentru noi atacuri. Deși la începutul războiului, tancurile germane nu erau proiectate pentru lupta împotriva blindatelor inamice, tanchiștii germani au dezvoltat tactici pentru atragerea mașinilor de luptă inamice în raza de acțiune a artileriei antitanc proprii. Logistica acestor unități era concepută de așa natură încât să asigure o perioadă de luptă de trei-patru zile fără aprovizionare.
Spre deosebire de francezi, forțele terestre germane nu erau dotate cu tancuri grele. Tancurile franceze erau superioare din punct de vedere al blindajului și a armamentului, deși cele germane erau mai rapide și mai fiabile.  Deși forțele terestre germane erau depășite la capitolul artilerie și tancuri, aveau o serie de avantaje de primă importanță în fața inamicilor lor. Tancurile germane aveau echipaje formate din cinci militari: comandantul, tunarul, încărcătorul, conductorul și mecanicul. Faptul că fiecare membru al echipajului era dedicat unei singure misiuni, făcea ca echipa să fie foarte eficientă în luptă. Echipajele franceze aveau mai puțini membri, comandantul ocupându-se și de încărcarea tunului, ceea ce îl împiedica să își exercite funcția principală, aceea de observare a câmpului de luptă și conducere a acțiunilor tactice. În acest fel, echipajele franceze aveau să se dovedească mult mai puțin eficiente în luptă.
Germanii se bucurau de o anumită superioritate și în cazul infanteriei datorită aplicării doctrinei „Auftragstaktik”, care promova un lanț al comenzii relativ descentralizat, prin care ofițerii erau încurajați să aibă inițiative personale pentru îndeplinirea obiectivelor comandanților lor. Pentru atingerea acestor obiective, fiecărui comandant i se asigura sprijinul necesar cu armament.

### Luftwaffe
Unul dintre atuurile principale ale germanilor a fost Luftwaffe. Aviația militară germană fusese împărțită în două grupuri. 1.815 avioane de luptă, 487 de transport și 50 de planoare fuseseră destinate sprijinirii Grupului de Armată B, în vreme ce 3.286 avioane de luptă fuseseră repartizate Grupurilor de Armată A și C.
Principalul obiectiv al aviației germane era asigurarea sprijinului aerian prin atacurile bombardierelor în picaj și a celor medii. În 1940, Luftwaffe era o forță aeriană cu numeroase aeroporturi amplasate pe un teritoriu întins, fără o doctrină centrală care să îi reglementeze strict acțiunile. Singura directivă clară a Luftwaffe era sprijinirea strategiei naționale. Aviația militară germană era o forță flexibilă, capabilă să desfășoare operațiuni de apărare, vânătoare și bombardamente strategice sau tactice. În vreme ce în aceeași perioadă, aviația militară aliată era obligată să asigure exclusiv sprijinirea forțelor terestre,  Luftwaffe își dispunea forțele într-un mod mai general, în funcție de realitatea operațională. Luftwaffe își modifica acțiunile rapid, de la asigurarea superiorității aeriene, la interzicerea zborurilor inamice pe distanțe medii, la atacuri strategice sau la sprijinul aerian apropiat al forțelor terestre, funcție de realitatea tactică de pe front. De fapt, Luftwaffe nu era o armă dedicată sprijinului exclusiv al blindatelor, în 1939 doar 15% dintre avioanele militare asigurând sprijinul efectiv al forțelor terestre, aceste misiuni nefiind obiectivul principal al său.

### Apărarea antiaeriană
Multă vreme s-a considerat că germanii ar fi avut în 1940 o superioritate copleșitoare în ceea ce privește artileria antiaeriană - Flak. De fapt, documentele demonstrează că germanii dispuneau de 2.600 de tunuri grele de 88 mm și 6.700 de tunuri ușoare de 37 mm și 20 mm. În aceste cifre au fost incluse și tunurile antiaeriene care asigurau apărea orașelor și porturilor, precum și piesele de artilerie ale unităților de antrenament. Pentru trupele de atac au fost dedicate 85 de baterii grele și 18 ușoare Flak ale Luftwaffe, 48 de companii de artilerie ușoară antiaeriană din cadrul diviziilor de infanterie și 20 de companii de artilerie ușoară antiaeriană independente, care funcționau ca rezervă statelor majore de la nivelul de corp de armată în sus. În total erau 700 de tunuri antiaeriene de 88 mm și 180 de 37 mm aparținând Luftwaffe și 816 de 20 mm din cadrul forțelor terestre.

## Forțele aliate

### Efective
Franța cheltuise mai mult din produsul național brut din perioada 1918 – 1935 pentru dotarea și întreținerea forțelor sale armate decât orice altă mare putere. Guvernul francez a început o acțiune de reînarmare în 1936. Datorită declinului natalității din acea perioadă, în special în timpul Primului Război Mondial și a Marii Crize Economice, cât și pierderilor de vieți omenești din timpul primei conflagrații mondiale, Franța trebuia să facă față unei crize importante a forței de muncă, care din punct de vedere numeric era aproximativ jumătate cât cea a Germaniei. Pentru a rezolva această problemă, Franța mobilizase aproximativ  o treime dintre bărbații de 20 – 45 de ani, ceea ce a făcut ca efectivele armatei să crească la aproximativ 5.000.000 de soldați. În jur de 2.240.000 de oameni erau mobilizați în cadrul unităților militare din nord. Britanicii au contribuit cu aproximativ 897.000 de oameni în 1939, efectivele crescând la 1.650.000 în iunie 1940. Neerlandezii și belgienii mobilizaseră 400.000, respectiv 650.000 de soldați.

### Forțele terestre

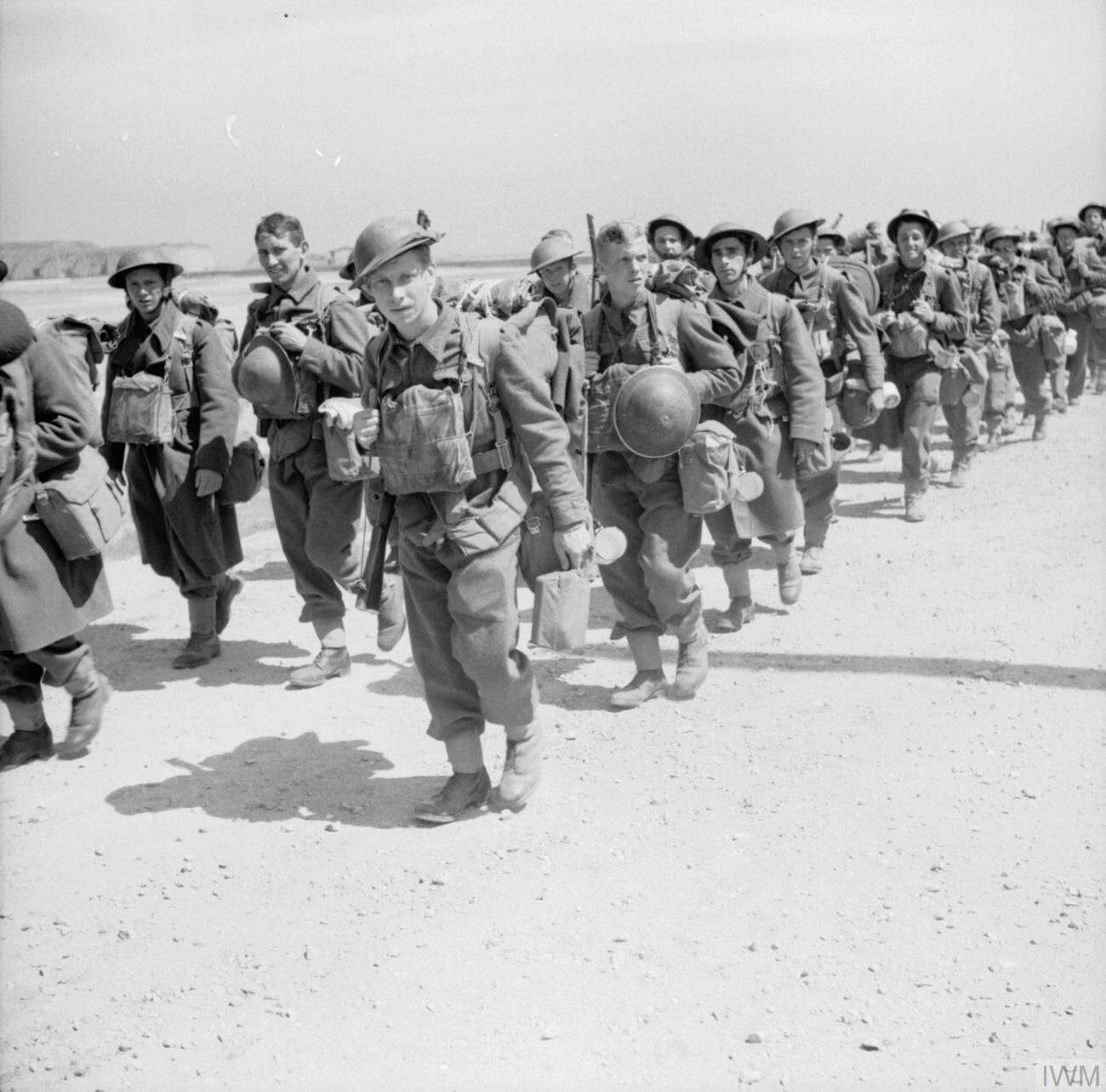
Soldați britanici proaspăt sosiți în deplasare spre front, iunie 1940

În total, francezii mobilizaseră 117 divizii, din care 104 (inclusiv 11 de rezervă) fuseseră destinate apărării zonei de nord. Britanicii contribuiau cu 13 divizii, dintre care 3 erau încă în curs de mobilizarea atunci când a început războiul. Încă 22 de divizii belgiene, 10 neerlandeze și 2 poloneze s-au mai alăturat forțelor aliate. Britanicii au adus în tabăra aliaților 1.280 de tunuri, belgienii 1.388, neerlandezii 656. Francezii aveau 10.700 de baterii de artilerie. Astfel, aliații dispuneau de aproximativ 14.000 de piese de artilerie, cu 45% mai multe decât germanii. Armata franceză avea un grad de motorizare mai ridicat decât germanii, care își bazau încă transporturile pe atelajele cu cai. Deși belgienii, britanicii și neerlandezii nu dispuneau practic de blindate, francezii aveau 3.254 de tancuri. Tancurile franceze erau nu doar mai numeroase decât ale germanilor, dar aveau o mai bună calitate, cum de altfel a demonstrat rezultatul celei mai mari bătălii de tancuri a campaniei, bătălia de la Hannut.
Capacitatea de luptă a unităților terestre franceze varia foarte mult. În componența lor intrau niște unități formidabile, în special cele blindate și cele ale infanteriștilor profesioniști. Existau însă și divizii formate din soldați de rezervă, cu vârste de peste 30 de ani, slab echipați. O problemă majoră o reprezenta lipsa armamentului mobil antitanc, a artileriei antiaeriene și a lipsei unui sistem radio de comunicații, și aceasta în ciuda eforturilor depuse de Gamelin pentru crearea de unități mobile de artilerie. Armata franceză a folosit pe scară largă telefonul cu fir și curierii pentru comunicațiile pe front în 1940. Doar 0,15% din cheltuielile militare din perioada 1923 – 1939 au fost făcute pe echipamente de comunicații, inclusiv radio.
Amplasarea tactică a forțelor franceze și modul de folosire al unităților operaționale mobile au fost de asemenea inferioare celor germane. Din punct de vedere tactic, blindatele erau dispersate de-a lungul întregului front francez. Diviziile de infanterie franceză erau sprijinite de batalioane de tancuri (aproximativ 100). În acest fel, în ciuda numărului superior de blindate, tancurile franceze nu erau o forța operațională independentă de temut. Diferența față de blindatele germane era adâncită și de faptul că doar puține tancuri franceze aveau montate aparate de emisie-recepție radio, iar acolo unde ele existau, erau de calitate slabă. Tancurile franceze erau depășite de cele germane și la capitolul viteză de deplasare. Tancurile franceze fuseseră concepute ca mașini de luptă destinate sprijinirii infanteriei. Viteza superioară a tancurilor germane le-a permis acestora să depășească și să execute manevre de încercuire a blindatelor franceze. În 1940, planificatorii militari francezi continuau să considere tancurile drept o armă pentru sprijinirea infanteriei, și nu invers. Ca urmare, în toată campania din 1940 francezii nu au fost capabili să reacționeze la fel de rapid precum inamicii lor.
Din punct de vedere operațional, se pare că francezii nu au conceput niciun rol ofensiv unităților de tancuri. În ciuda faptului că unii dintre comandanții tineri precum colonelul Charles de Gaulle au încercat în perioada interbelică să convingă Înaltul Comandament francez de necesitatea formării unor divizii de blindate sprijinite de aviație și infanterie, conservatorismul militar a împiedicat punerea în practică a acestor „noi idei”. Înaltul Comandament francez era convins că victoria ar putea fi asigurată de apărarea unei linii a frontului așa cum fusese cea din 1914–1918. Pregătirea trupelor a fost bazată în special pe pregătirea luptei în tranșee și pe linii fortificate. În perioada septembrie 1939 – mai 1940 s-au făcut câteva exerciții de amploare redusă care vizau acțiunile mobile ale infanteriei.

### Amplasarea forțelor

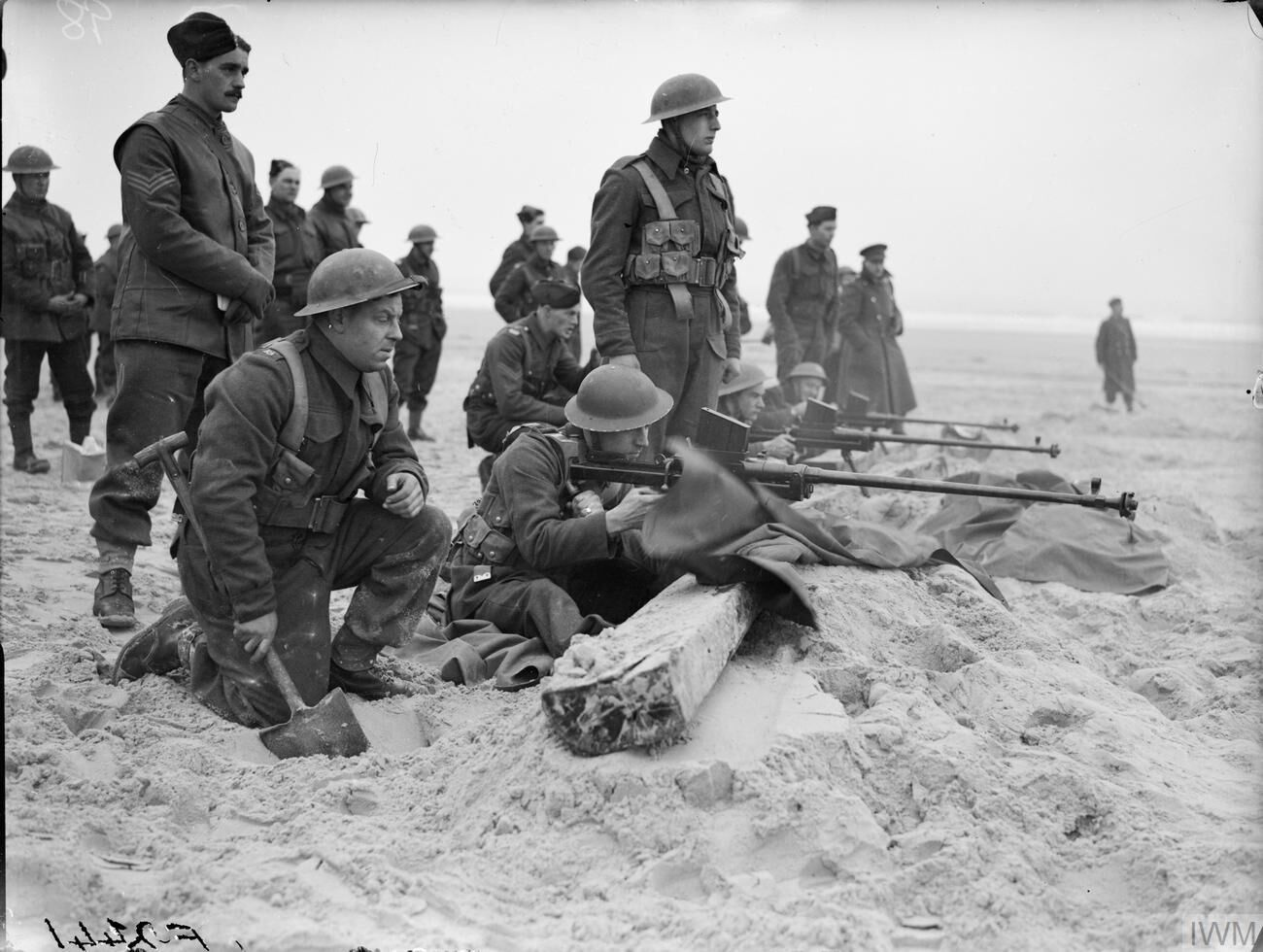
Soldați ai Regimentului I de pușcași galezi la Etaples, februarie 1940

Forțele franceze din nord erau compuse din trei Grupuri de Armată. Grupurile de armată 2 și 3 apărau Linia Maginot în zona de est. Grupul de Armată 1 aflată în vestul țării trebuia să acționeze pe teritoriul Țărilor de Jos.
Inițial, Armata a 7-a franceză fusese amplasată în zona de apus și, după ce a fost întărită prin alocarea Division Légère Mécanisée, a primit sarcina să se pregătească pentru înaintarea spre Țările de Jos prin Antwerp. În continuare, spre sud, se aflau diviziile Corpului Expediționar Britanic (BEF), care trebuiau să înainteze spre Linia Dyle și să ocupe poziții la dreapta armatei belgiene, de la Louvain la Wavre. Armata I franceză, întărită cu două divizii mecanizate ușoare și o divizie blindată de rezervă, trebuia să apere regiunea Gembloux, dintre Wavre și Namur. Forțele cele mai sudice din Belgia erau Armata IX, care trebuia să acopere întregul sector Meuse, dintre Namur și Sedan.
John Vereker, comandantul BEF, considera germanii că ar fi avut nevoie de două-trei săptămâni pentru pregătiri și pentru înaintarea pe 100 km până să ajungă la Linia Dyle. (În realitate, germanii au avut nevoie doar de patru zile):58. Armata II franceză urma în acest timp să formeze „pivotul” mișcării și să rămână pe poziții, în tranșee. Planificatorii aliați nu i-au acordat un tratament deosebit acestei armate, nici în ceea ce privește efectivele (5 divizii), nici în ceea privește armamentul antitanc sau antiaerian. Această armată urma să suporte atacul unei divizii blindate de elită germană la Sedan. Dintre cele cinci divizii franceze, două erau formate din rezerviști în vârstă, așa-numitele divizii „Serie B”, iar una era formată din senegalezi. Armata II trebuia să acopere un front mai larg decât ar fi fost normal, dat fiind echipamentul și pregătirea militară, și din acest motiv formau punctul cel mai slab al sistemului defensiv francez. Plasarea acestei armate mai slabe în regiune se baza pe opinia Înaltului Comandament France conform căreia Ardenii sunt o barieră naturală extrem de greu de depășit. Aceste opinii nu s-au schimbat nici când serviciile de informații belgiene și franceze au raportat existența unor lungi coloane de blindate și autovehicule de transport care traversau regiunea și care, în unele momente, formau uriașe ambuteiaje.

### Forțele aeriene
Din punct de vedere al numărului de aparate de zbor, aliații erau inferiori germanilor. Armée de l'Air dispunea de 1.562 de avioane, iar RAF Fighter Command trimiseseră pe continent 680 avioane de vânătoare, în timp ce RAF Bomber Command a contribuit cu 392 de bombardiere. Cele mai multe aparate aliate erau modele depășite din punct de vedere tehnic, precum avionul Morane-Saulnier M.S.406. Aliații puteau opune puternicelor Messerschmitt Bf 109 doar aparatele franceze Dewoitine D.520 sau britanicele Hawker Hurricane. Pe 10 mai 1940, pe front fuseseră deplasate doar 36 de avioane de vânătoare D.520, toate într-o singură escadrilă. La începutul lunii iunie 1940, industria aeronautică franceză a atins cote de producție remarcabile, cu o capacitate de aproximativ 2.000 de aparate.
Flota aliată suferea însă de o lipsă cronică de piese de schimb. Doar 29% (599) aparate de zbor erau complet operaționale, din care 170 bombardiere. Gradul scăzut de disponibilitate a aparatelor aliate a făcut ca germanii să aibă în fapt o superioritate numerică evidentă în cazul bombardierelor cu un raport de 6:1
În ciuda tuturor acestor dezavantaje, Armee de l'Air a avut rezultate peste așteptări în timpul Bătăliei Franței, cu o rată a aparatelor doborâte de 2,35:1; with almost a third of those kills accomplished by French pilots flying the US built Curtiss Hawk 75 which accounted for 12.6 percent of the French single-seat fighter force.

### Apărarea antiaeriană
În afară de cele 580 mitralierele de 13 mm din dotarea apărării civile, armata franceză mai dispunea 1.152 tunuri antiaeriene de 25 mm „Hotchkiss”, 200 de autotunuri de 20 mm  „Hispano-Suiza” și 24 de tunuri de 90 mm. Armata mai dispunea și de 40 de tunuri de 105 mm din prima conflagrație mondială. Corpul Expediționar Britanic (BEF) avea 10 regimente de tunuri antiaeriene de 3,7 inch, care în acele vremuri erau cele mai moderne tunuri grele antiaeriene din lume și 7 regimente de tunuri antiaeriene de 40 mm. Fiecare regiment avea 3 – 4 baterii, adică aproximativ 300 de tunuri antiaeriene grele și 350 de tunuri ușoare. Belgienii aveau două regimente de artilerie grea antiaeriană și erau în plin proces de echipare cu tunuri Bofors de 40 mm. Neerlandezii aveau 84 de tunuri AA de 75 mm, 39 de tunuri vechi de 60 mm și 232 de tunuri de 40 și 20 mm. De asemenea, neerlandezii mai dispuneau de mitraliere antiaeriene Spandau M.25, modele vechi din primul război mondial.

## Fall Gelb

### Frontul de nord
Germania a declanșat Fall Gelb în seara zilei de 9 mai și în noaptea celei de 10 mai. Pe 9 mai, germanii au ocupat seara târziu Luxemburgul fără să întâmpine o opoziției notabilă. Grupul de Armată B și-a lansat ofensiva falsă în timpul nopții de 10 mai în Țările de Jos și Belgia. În dimineața zilei de 10  mai, Fallschirmjäger (parașutiștii) ai 7. Flieger și 22. Luftlande Infanteriedivision de sub comanda lui Kurt Student au executat aterizări surpriză la Haga, pe drumul spre Rotterdam și împotriva fortului belgian Eben-Emael pentru sprijinirea atacului Grupului de Armata B.
Comandamentul francez a reacționat imediat, trimițând Grupul de Armată 1 spre nord, în conformitate cu Planul D. Pentru această acțiune au fost folosite cele mai bune forțe, cărora le-a fost diminuată forța de luptă prin dezorganizarea logistică și scăderea mobilității datorită scăderii stocurilor de combustibil. Când Armata a 7-a franceză a traversat frontiera neerlandeză, forțele neerlandeze erau deja în retragere pe întreaga linie a frontului. Din acest motiv, forțele aliate s-au retras în Belgia pentru apărarea capitalei Bruxelles.

#### Țările de Jos

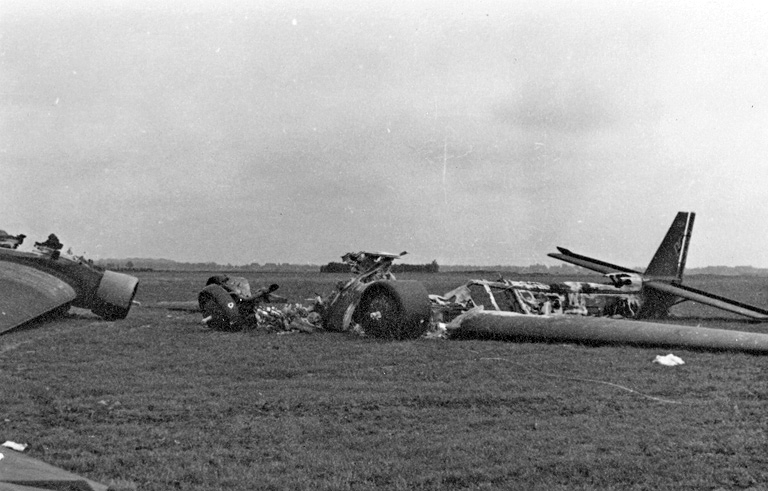
Un avion german de transportJunkers Ju 52 distrus pe un câmp din Țările de Jos

Luftwaffe a avut superioritatea aeriană deasupra Țărilor de Jos prin alocarea unui număr mare de aparate de zbor. Pentru atingerea obiectivelor propuse au fost mobilizate 247 bombardiere de capacitate medie, 147 avioane de vânătoare, 424 avioane de transport  Junkers Ju 52  și 12 hidroavioane Heinkel He 59. Militaire Luchtvaartafdeling (ML – aviația militară neerlandeză) dispunea de 144 avioane de luptă, dintre care aproximativ o jumătate a fost distrusă în prima zi de luptă. Restul aparatelor de luptă au fost împrăștiat pe diferite aeroporturi mici, de unde au executat 332 de misiuni, pierzând 110 avioane și doborând un mic număr de avioane inamice.
Armata 18 germană (18. Armee) a reușit să cucerească și să păstreze controlul asupra tuturor podurilor spre și din Rotterdam, ceea ce a dus la prăbușirea așa-numitei „Fortărețe Olanda” și la ocolirea  liniei defensive „Noua Linie de Apă Neerlandeză” din sud. Pe de altă parte, operațiunea separată a Luftwaffe pentru cucerirea capitalei neerlandeze –  „Bătălia pentru Haga” – a fost un complet eșec.
Aeroporturile din jurul orașului (Ypenburg, Ockenburg și Valkenburg) au fost cucerite de parașutiștii germani după lupte grele, cu pierderi importante în vieți omenești și avioane de transport. Neerlandezii au reușit să distrugă 96 de avioane de transport germane. Transportgruppen al Luftwaffe a pierdut în total 125 de avioane Ju 52 distruse și 47 avariate, adică 50% din flota totală de atunci. Din punct de vedere al pierderilor omenești, trupele aeropurtate au pierdut 4.000 de soldați, din care 1.200 de prizonieri dintr-un efectiv total de 8.000 de oameni. Neerlandezii au evacuat prizonierii de război în Anglia. Eșecul acestei operațiuni a costat trupele aeropurtate 20% din efectivele de soldați și subofițeri și 42% din cele ofițerești.
Armata 7 franceză nu a reușit să blocheze înaintarea 9. Panzerdivision, blindatele germane ajungând la Rotterdam pe 13 mai. În aceeași zi, pe frontul din est, contraatacul neerlandez de la Grebbeberg a eșuat, iar forțele neerladeze au fost obligate să se retragă de pe Linia Grebbe până pe Noua Linie de Apă. Armata neerlandeză, cu efectivele puțin afectate de pierderile umane, a capitulat în seara zilei de 14 mai, după bombardarea Rotterdamului de către Luftwaffe. Bombardierele Heinkel He 111 ale Kampfgeschwader 54 (Escadrila de bombardament 54) a distrus centrul orașului într-un atac al cărui scop a rămas controversat. Armata neerlandeză a ajuns la concluzia că situația sa militară este fără scăpare, iar continuarea luptei nu ar fi dus decât la pierderi inutile de vieți omenești și la distrugerea fără sens a noi orașe. Capitularea a fost semnată pe 15 mai. Forțele neerlandeze au mai continuat în Zeelanda și în colonii, iar regina Wilhelmina a format un guvern în exil în Anglia. Neerlandezii au pierdut în timpul luptelor 2.157 de infanteriști, 75 aviatori, 125 de marinari și 2.559 de civili.

#### Invadarea Belgiei

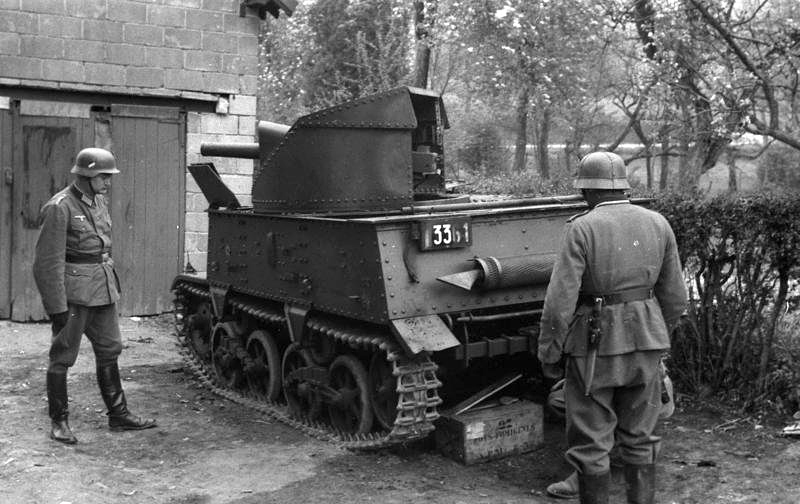
Un tanc belgian abandonat este inspectat de soldații germani

Germanii și-au asigurat superioritatea aeriană și deasupra Belgiei. După ce au executat o serie de misiuni de recunoaștere cuprinzătoare, germanii au distrus 83 din cele 179 de avioane ale Aeronautique Militaire în prima zi de luptă. Piloții belgieni au participat la 77 de misiuni de zbor, dar contribuția lor la campania aeriană antigermană a fost nesemnificativă.
Datorită faptului că efectivele Grupului de Armată B fuseseră micșorate mult față de planurile inițiale, ofensiva falsă declanșată de 6. Armee germană a fost în pericol să fie oprită de defensiva belgiană foarte puternică de pe pozițiile Canalului Albert. Principala rută de acces era blocată de Fortul Eben-Emael, o fortăreață puternică, care era considerată cea mai modernă din Europa acelor vremuri, care controla zona de confluență a râului Meuse și a Canalului Albert. Orice întârziere a ofensivei putea pune în primejdie întreaga campaniei, deoarece era esențial ca forțele principale aliate să fie angajate în luptă falșii atacatori mai înainte ca Grupul de Armată A să își stabilească primele capete de pod. Pentru a-și asigura succesul în ciuda efectivelor reduse, germanii au aplicat metode neconvenționale în timpul asaltului asupra Fortului Eben-Emael. La primele ore ale zilei de 10  mai, planoare DFS 230 au aterizat în apropierea fortului. Din planoare au debarcat echipe de asalt, care au distrus cupolele tunurilor cu încărcături explosive penetrante. Podurile de peste canal au fost luate cu asalt și cucerite de parașutiști. Belgienii au lansat în schimb contraatacuri puternice, dar care au fost stăvilite de bombardamentele Luftwaffe. Comandamentul Suprem Belgian a hotărât ca, în condițiile în care sistemul defensiv fusese străpuns chiar acolo unde se aștepta mai puțin, armata să se retragă spre Linia Koningshooikt-Wavre cu cinci zile mai devreme decât se anticipase.
Operațiunile aeropurtate germane împotriva unor poduri de la Maastricht au eșuat. Neerlandezii au avut timpul necesar să arunce în aer principalele poduri, cu excepția unui pod de cale ferată.  Distrugerile podurilor neerlandeze a încetinit în mare măsură înaintarea blindatelor germane.
Forța Expediționară Britanică și Armata I franceză nu reușiseră să își ocupe pozițiile fortificate, iar veștile despre înfrângerea belgienilor au venit pe neașteptate. Aliații erau convinși că belgienii erau capabili să reziste mai multe săptămâni, ceea ce le-ar fi permis organizarea eficientă a apărării în regiunea Gembloux. Când generalul Erich Hoepner a lansat atacul celor două divizii de tancuri de sub comanda sa (XVI și III Panzerkorp) peste podurile proaspăt cucerite spre Gembloux, aliații au considerat că li se confirmă prognoza cu privire la direcția de atac al germanilor. Gembloux se afla între Wavre și Namur, într-o zonă de câmpie întinsă, ideală pentru acțiunile tancurilor. Această regiune nu dispunea de fortificații aliate. Pentru ca să câștige timpul necesar săpării tranșeelor, René Prioux, comandantul Corpurilor de Cavalerie din cadrul Armatei I franceze a trimis două divizii ușoare mecanizate să oprească înaintarea tancurilor germane la Hannut, la este de Gembloux. Succesul acestei manevre ar fi asigurat o protecție îndepărtată pentru soldații Armatei I, care ar fi avut timp suficient pentru săparea unor poziții întărite puternice.

#### Bătăliile de la Hannut și Gembloux

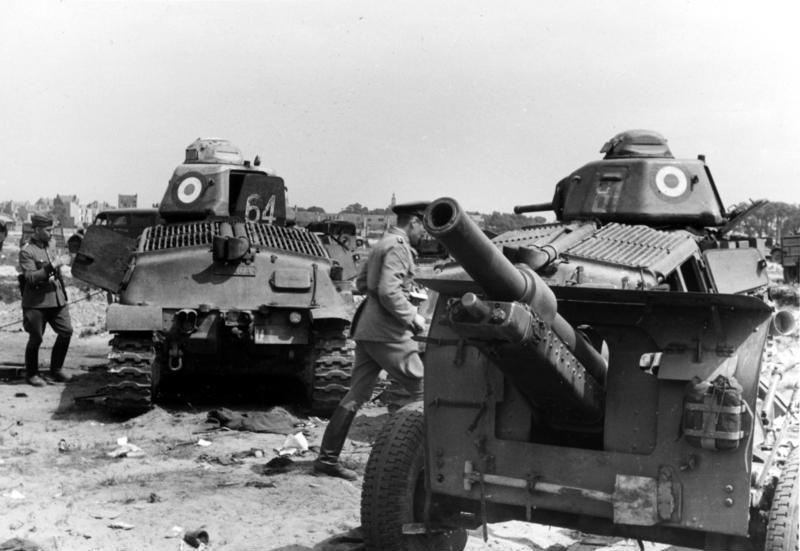
Două tancuri SOMUA S35 distruse la Hannut

Bătălia de la Hannut de pe 12 – 13 mai  a fost cea mai mare bătălie de tancuri de până atunci, în timpul luptelor fiind implicate aproximativ 1.500 de blindate. Francezii au reușit să distrugă 160 de tancuri germane, pierzând la rândul lor 91 de tancuri ușoare Hotchkiss H35 și 30 Somua S35, distruse sau capturate. Germanii au păstrat controlul asupra câmpului de luptă, după ce francezii și-au retras forțele. Mecanicii germani au reușit să recupereze de pe câmpul de luptă și mai apoi să repare mai multe mașini de luptă , astfel că în cele din urmă, germanii au pierdut doar 49 de Panzere. Prioux și-a atins obiectivele: oprirea temporară a înaintării tancurilor germane, ceea ce a permis fortificarea Armatei I franceze, ceea ce a fost considerată o victorie strategică. Pe de altă parte, deși Hoepner a reușit să țină Armata I franceză departe de Sedan, el nu a reușit să o distrugă sau să o încercuiască. Francezii aveau să scape din încercuire și, în cele din urmă, să asigure un sprijin important britanicilor în timpul retragerii de la Dunkerque, două săptămâni mai târziu.
Pe 14 mai, după ce fusese oprit la Hannut, Hoepner a încercat să străpungă liniile franceze la  Gembloux. Această bătălie a fost singura din timpul campaniei în timpul căreia blindatele germane au atac frontal o poziție puternic fortificată. Atacul german a fost respins de Divizia I marocană. Pierderile germane s-au ridicat la 42 de tancuri, 26 dintre ele fiind imposibil de reparat. Succesele de la Hannut și Gembloux nu au avut însă nicio relevanță pentru desfășurarea generală a campaniei.

### Frontul central

#### Frontul din Ardeni

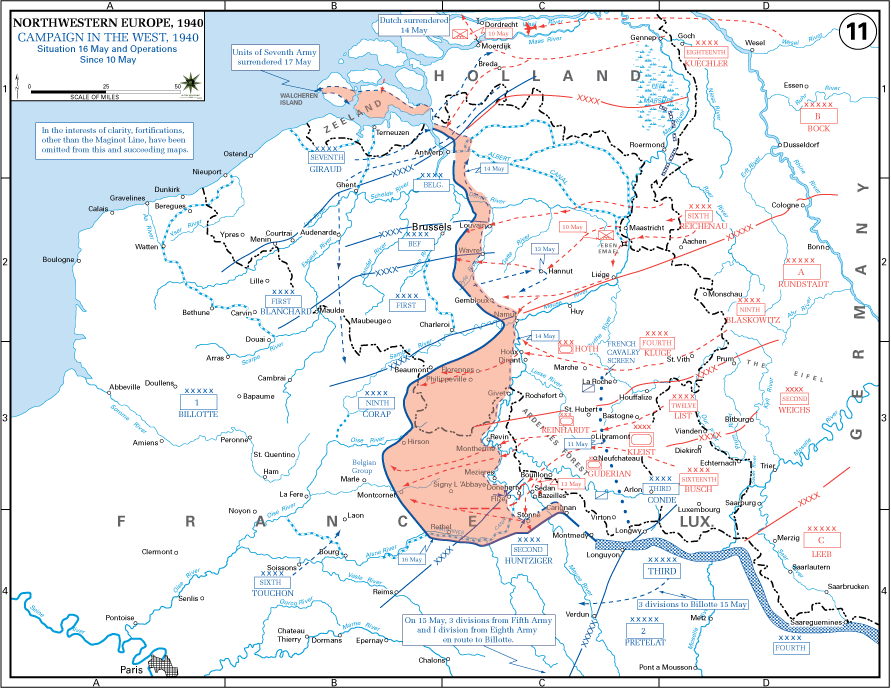
Înaintarea germanilor până la prânz, 16 mai 1940

În regiunea centrală, înaintarea Grupului de Armată A în Ardeni trebuia să fie întârziată de infanteria motorizată belgiană și de diviziile de cavalerie mecanizată (Divisions Légères de Cavalerie). Rezistența antigermană principală a venit din partea 1 Chasseurs Ardennais belgieni și Divizia a 5-a franceză de cavalerie ușoară (DLC) . Aceste unități nu dispuneau de suficient armament antitanc pentru ca să blocheze numărul neașteptat de mare de blindate germane și din acest motiv au fost nevoite să se retragă peste râul Meuse. Pe de altă parte, înaintarea germană a fost îngreunată de efectivele foarte numeroase și numărul mare de vehicule care încercau să avanseze de-a lungul rețelei proaste de drumuri.  Panzergruppe de sub comanda lui Kleist, de exemplu, avea peste 41.000 de vehicule. Toți acești militari și vehicule aveau la dispoziție doar patru drumuri de acces prin Ardeni. Programul de deplasare stabilit în cancelariile militare germane s-a dovedit mult prea optimist, iar drumurile au fost blocate rapid, cozile începând de la este de Rin, căile de acces rămânând foarte aglomerate pentru aproape două săptămâni. Toate acestea au făcut ca Grupul de Armată A să fie foarte vulnerabil la atacurile aeriene franceze, dar aliații nu au profitat de șansa de a distruge coloanele germane. Deși Gamelin era bine informat cu privire la situația de pe front, aviația de vânătoare franceză era incapabilă să asigure protecția necesară bombardierelor în condițiile în care germanii își asiguraseră superioritatea aeriană în regiune. Francezii au încercat fără succes să oprească înaintarea blindatelor germane în bătălia de la Maastricht, suferind pierderi grele. În doar două zile, efectivele bombardierelor franceze a fost redus de la 135 la doar 72 aparate de zbor.
Pe 11 mai, Gamelin a ordonat diviziilor de rezervă să întărească forțele din sectorul Meuse. Datorită amenințării reprezentate de atacurile Luftwaffe, transportul trupelor pe calea ferată s-a făcut doar în timpul nopții, dar francezii nu au considerat necesară nicio urgentare a acțiunii, presupunând în mod greșit că și germanii se deplasau la fel de încet. Infanteria franceză nu a încercat forțarea cursurilor de apă decât dacă avea asigurată acoperirea artileriei grele. Deși francezii erau conștienți de puterea de foc a tancurilor germane și de capacitatea ridicată de luptă a infanteriei, considerau că acestea sunt contrabalansate de prezența unor fortificații puternice și de superioritatea artileriei grele. Francezii nu au luat în considerație gradul scăzut de pregătire a soldaților proprii și nici faptul că artileria era destinată luptei împotriva infanteriei, nefiind potrivită pentru lupta antitanc sau apărarea antiaeriană. Avangarda forțelor germane a atins aliniamentul râului Meuse în seara zilei de 12 mai. Pentru asigurarea traversării râului de către cele trei armate ale Grupului A, germanii au cucerit trei capete de pod: la Sedan în sud, la Monthermé în nord-vest și la Dinant în extremitatea nordică. Primele unități germane sosite în regiunea se bucurau de o superioritate numerică fragilă. Sprijinul artileriei era insuficient de puternic, tunarii fiind aprovizionați în medie cu 12 obuze pentru fiecare tun. Norocul germanilor a fost acela că artileria franceză avea stocuri limitate de proiectile, aproximativ 30 de obuze pentru fiecare tun.

#### Bătălia de la Sedan
În regiunea Sedan, linia de defensivă de pe Meuse era formată dintr-o zonă fortificată cu o adâncime de 6 km, construită în conformitate cu principiile moderne ale artei militare pe pantele care mărgineau valea râului. Această zonă defensivă era întărită cu 103 buncăre, apărate de soldații regimentului 147 de infanterie. Pozițiile din adâncimea apărării erau ocupate de Divizia 55 de infanterie. Aceasta din urmă erau unda de „grad B”, fiind formată în principal din rezerviști. Pe 13 mai, a sosit la este de Sedan și Divizia 71 de infanteriei, ceea ce a permis Diviziei 55 să își scurteze frontul și în schimb să își dezvolte apărarea în adâncime până la 10 km. Această divizie se bucura de o importantă superioritate în fața germanilor din punct de vedere al artileriei.
Pe 13 mai, Corpul XIX german a forțat traversarea râului în trei puncte lângă Sedan. Traversările au fost făcute de 1. Panzerdivision, 2. Panzerdivision și 10. Panzerdivision, sprijinite de regimentul de infanterie de elită Großdeutschland. În loc să aștepte aducerea unor unități de artilerie care să restabilească egalitatea din acest punct de vedere, germanii au preferat să își concentreze atacul celei mai mari părți a avioanelor de luptă pentru crearea unei breșe în cel mai îngust sector al francezilor. Hermann Göring îi promisese lui Guderian un sprijin aeriana extraordinar de puternic pe parcursul a opt ore de luptă, de dimineața până seara. Luftwaffe a executat cel mai intens bombardament de aviație din toate timpurile și unul dintre cele mai puternice de-a lungul întregului război Luftwaffe a  repartizat două Sturzkampfgeschwader (escadrile de bombardiere în picaj) pentru această operațiune. Piloții germani au efectuat aproximativ 300 de misiuni de atac împotriva pozițiilor franceze. În același timp, cele nouă Kampfgeschwader (escadrile de bombardament) au executat 3.940 de misiuni  de luptă.
Unele dintre buncărele avansate nu au fost afectate de bombardamente și au respins încercările de traversare ale 2. și 10. Panzerdivision. În schimb, moralul unităților din spatele primei linii a fost puternic zdruncinat de bombardamentele de aviație. Echipajele bateriilor de artilerie franceză au fugit panicate. Infanteria germană a reușit până la miezul nopții să deschidă o străpungere de aproximativ 8 km în liniile franceze. Chiar așa, majoritatea infanteriștilor germani nu reușiseră să traverseze râul, singurele care asigurau succesul fiind doar șase plutoane de geniști de asalt.
Debandada apărută la Sean a început să se răspândească rapid de-a lungul liniilor franceze. Pe 13 mai la ora 19:00, militarii Regimentului 295 al Diviziei 55, care apăra cea mai depărtată poziție de la Bulson, la 10 km depărtare de Meuse, au intrat în panică la auzirea zvonurilor unui atac la tancurilor germane, care s-ar fi aflat deja în spatele liniilor lor defensive. Regimentul și-a părăsit pozițiile, lăsând o porțiune neapărată în frontul francez mai înainte ca măcar un singur tanc să fi traversat râul. Această „panică de la Bulson” a implicat și artileria divizionară. Germanii atacaseră pozițiile artileriei în acele momente și nici nu au avut șansa să o facă decât peste 12 ore, pe 14 mai, la 7:20. În ciuda tuturor problemelor, francezii ar mai fi avut la dispoziție câteva ore pentru lansarea unei contraofensive mai înainte ca germanii să își poată consolida capetele de pod, dar nu au reușit să organizeze rapid o asemenea operațiune.
Generalul Gaston-Henri Billotte, comandantul Grupului de Armată I, apreciind corect gravitatea evenimentelor de la Sedan, a cerut distrugerea podurilor de pe peste Meuse prin bombardamente de aviație, afirmând că „peste ele va traversa ori victoria, ori înfrângerea!”. În decursul aceleași zile, toate bombardierele ușoare aliate au efectuat atacuri asupra celor trei poduri, dar acestea nu și-au atins ținta. În plus, 44% dintre bombardierele aliate au fost distruse în timpul acestei misiuni.

#### Prăbușirea frontului de pe Meuse

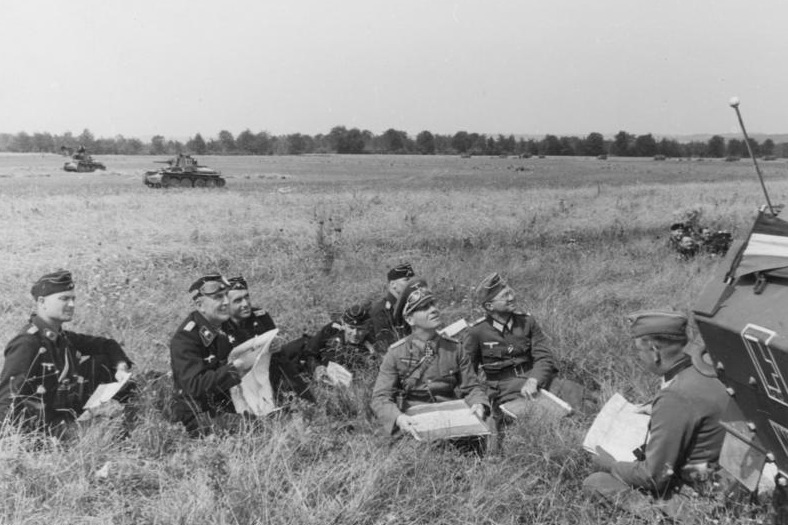
Rommel în 1940. Atât Rommel cât și Guderian au ignorat ordinele OKW care le cerea să se oprească după străpungerea liniilor de apărare franceze de pe Meuse. Decizia celor doi s-a dovedit decisivă pentru victoria germană

Heinz Guderian, comandantul XIX. Armeekorps, și-a exprimat pe 12 mai dorința de lărgire a celor trei capete de pod la cel puțin 20 km. Superiorul său, Ewald von Kleist, i-a ordonat în numele lui Hitler să își limiteze mișcările la maximum 8 km, cel puțin până nu își consolida în mod corespunzător pozițiile. Pe 14 mai la 11:45, von Rundstedt a confirmat acest ordin, ceea ce presupunea ca echipele de tanchiști să înceapă săparea unor poziții fortificate, unde să își adăpostească blindatele. Guderian a reușit să îi forțeze mâna lui Ewald von Kleist să aprobe crearea unei „forțe de recunoaștere”, amenințându-l cu demisia și făcând presiuni prin intermediari. Această denumire vagă i-a permis lui Guderian să își continue atacul, ignorând practic ordinul lui Ewald von Kleist pentru oprirea operațiunilor ofensive.
În planul original al lui von Manstein, în conformitate cu propunerile lui Guderian, trebuiau efectuate atacuri secundare în sud-est, la extremitatea Liniei Maginot, pentru inducerea în eroare a francezilor. Acest punct fusese eliminat din plan de Halder, dar Guderian a trimis trupelor de sub comanda sa, 10. Panzerdivision și regimentul de infanterie Großdeutschland aflate în sud, ordinul de executare a atacului prevăzut în planul inițial. Cele două unități trebuiau să folosească singurul drum disponibil la sud prin podișul Stonne. Comandatul Armatei 2 franceze, generalul Charles Huntziger, a organizat la rândul lui un contraatac în aceeași regiune cu divizia de blindate 3e Division Cuirassée (DCR) pentru eliminarea capetelor de pod germane. A rezultat o bătălie grea de blindate între 15 -17 mai, satul Stonne fiind ocupat pe rând de cele două armate. Huntzinger a considerat că oprirea înaintării germane la Stonne era cel puțin un succes al defensivei și și-a limitat acțiunile la apărarea flancului trupelor sale. Păstrarea controlului asupra satului Stonne și cucerirea satului Bulson le-ar fi permis francezilor, cel puțin în concepția lui Huntzinger, păstrarea controlului zonelor înalte care dominau Sedanul. De aici, francezii ar fi putut ataca capetele de pod germane și, dacă nu ar fi putut să le cucerească, le-ar fi stânjenit mult acțiunile. Satul Stonne a fost cucerit, pierdut și recucerit de 17 ori, iar pe 17 mai a căzut definitiv în mâinile germanilor.
În tot acest timp, Guderian și-a redirecționat pe 14 mai celelalte două divizii de blindate, 1. Panzerdivision și 2. Panzerdivision]], spre vest. Aceste două divizii au început să înainteze rapid spre Canalul Mânecii.
Pe 15 mai, după lupte grele, diviziile de infanterie motorizată germane au înfrânt și dispersat la vest de Sedan proaspăt formata Armată a 6-a franceză. Astfel, germanii au izolat flancul sudic al Armatei a 9-a franceze. Ca urmare, Armata a 9-a franceză s-a dezintegrat, soldații săi predându-se în masă. Divizia 102 b franceză, rămasă fără niciun sprijin, a fost încercuită și distrusă pe 15 mai la capul de pod de la Monthermé  de atacul blindatelor 6. Panzerdivision și 8. Panzerdivision, care au acționat fără sprijin aerian. Armata a 2-a franceză a fost la rândul ei puternic lovită de atacurile germane și a fost incapabilă de orice acțiune ofensivă. Armata a 9-a franceză fost  nevoită să se retragă, deoarece nu avusese timp să își fortifice liniile în fața atacurilor lui Erwin Rommel, ale cărui forțe nu le-a trebuit decât 24 de ore pentru obținerea victoriei. Victoria împotriva Armatei a 9-a i-a permis lui Rommel să înainteze fără să întâlnească rezistența. 7. Panzerdivision de sub comanda sa a înaintat zi și noapte, fără pauză. Divizia fantomă a înaintat peste 45 km în doar 24 de ore.
Liniile de comunicații ale lui Rommel cu superiorul său, generalul Hermann Hoth, și cu statul lui major au fost tăiate. Nerespectând ordinele inițiale și acționând fără oprire, Rommel nu le-a permis francezilor să își stabilească o linie defensivă. Forțele sale au înaintat spre nord-vest spre Avesnes-sur-Helpe, chiar în fața 1. Panzerdivision și 2. Panzerdivision. Rommel a avut o mare doză de noroc. Divizia a 5-a de infanterie motorizată franceză se oprise peste noapte chiar pe direcția de înaintare a germanilor, lăsând vehiculele aliniate pe marginea drumului. Tancurile lui Rommel au înaintat exact în mijlocul lor. Viteza redusă a mașinilor de luptă, echipajele suprasolicitate și lipsa stațiilor de emisie recepție radio au fost principalele handicapuri ale francezilor. Divizia 5 Panzer a intrat în luptă și, în ciuda pierderilor grele provocate de tirul francez, beneficiind de o viteză mai mare, a reușit să distrugă blindatele franceze în lupta de aproape. La această luptă a participat și elemente ale 1er Division Cuirassée, care era în refacere după ce își pierduseră majoritatea tancurilor (cu excepția a 16 blindate) în luptele din Belgia, fiind la rândul lor anihilate. Divizia franceză a fost obligată să se retragă cu doar trei tancuri rămase în stare de funcționare.  1er Division Cuirassée a fost practic distrusă în totalitate pe 17 mai. În această luptă, germanii au pierdut 50 din cele 500 de tancuri
Până pe 17 mai, Rommel a afirmat că a luat 10.000 de prizonieri, pierzând doar 36 de oameni. Guderian a fost încântat de înaintarea rapidă și și-a încurajat XIX. Korps, format din  1. Panzerdivision, 2. Panzerdivision și 10. Panzerdivision, să înainteze spre Canalul Mânecii până când terminau rezervele de carburant.
Seria de succese ale trupelor sale în teren au început să îl îngrijoreze pe Hitler care se temea că germanii înaintează prea repede. Halder avea să noteze în jurnalul său pe data de 17 mai că Fuhrerul a era foarte nervos și că, speriat de propriul succes, Hitler se temea să își asume orice fel de responsabilitate și lăsa toată greutatea deciziilor în seama subordonaților săi. El continua să se îngrijoreze de soarta flancului sudic și „urla și țipa că suntem pe cale să distrugem întreaga campanie.”  În ciuda ordinelor de temperare sau chiar oprire a ofensivei ale lui Hitler și von Kleist, comandanții din teren au reușit ca prin interpretări diferite sau raportări false să evite oprirea înaintării spre Canalul Mânecii

#### Moralul trupelor franceze

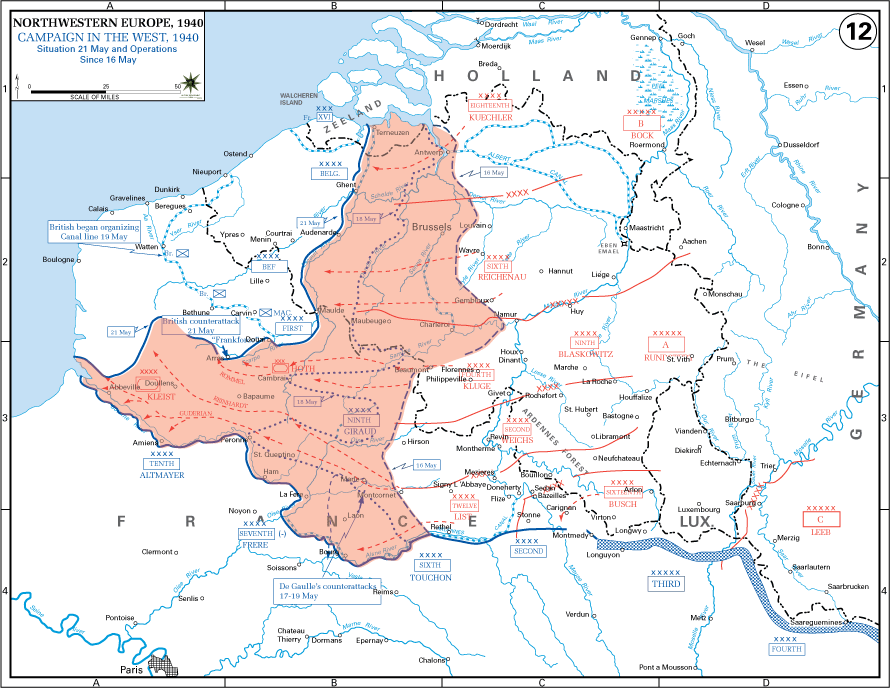
Înaintarea germană până pe 21 mai 1940

Diviziile de blindate germane au ajuns în momentul în care și-au încetinit înaintarea și s-au găsit în poziții vulnerabile. Liniile lor erau prea întinse, echipajele obosite, stocurile de combustibil pe sfârșite, iar multe tancuri fuseseră distruse sau avariate. Între diviziile de tancuri și infanteria care trebuia să le sprijine se afla o distanță periculos de mare. Un atac al unor unități mecanizate proaspăt aduse pe front, suficient de puternice, ar putut schimba soarta luptelor în favoarea aliaților în mod hotărâtor.
Înaltul Comandament Francez, care încă de la începutul campaniei aplicase strategia „războiului metodic”, se afla sub șocul ofensivei fulgerătoare germane și fusese atins de defetism. În dimineața zilei de 15 mai, premierul francez Paul Reynaud i-a telefonat omologului său britanic Winston Churchill și i-a spus: „Am fost înfrânți. Suntem înfrânți; am pierdut bătălia”. Churchill a încercat să îl încurajeze pe Reynaud și i-a reamintit acestuia de momentele în care germanii au străpuns liniile aliaților în Primul Război Mondial, doar pentru a fi respinși. Reynaud își pierduse însă orice speranță.
Churchill a făcut o vizită la Paris pe 16 mai. El și-a dat seama de gravitatea situației atunci când a văzut că funcționarii guvernului francez distrugeau arhivele și se pregăteau pentru evacuarea capitalei. În timpul unei întrevederi sumbre, Churchill l-a întrebat pe generalul Gamelin: „Où est la masse de manoeuvre?” [„Unde este rezerva strategică?”] care salvase Parisul în prima conflagrație mondială. Răspunsul  lui Gamelin a venit sec: „Aucune” [„Nici una”]. După război, Gamelin a pretins că ar fi răspuns „Nu există niciuna” . Churchill avea să descrie mai târziu acest răspuns drept cel mai șocant moment al vieții sale. Churchill l-a întrebat pe Gamelin unde și când propun francezii lansarea unui contraatac împotriva flancurilor grosului trupelor germane. Gamelin a răspuns simplu „inferioritate numerică, inferioritate a echipamentului, inferioritate a metodelor ".

#### Contraatacurile aliate
Câteva dintre cele mai bune unități aliate din nord au participat la lupte limitate. Ele au fost ținute în rezervă pentru momentul în care s-ar fi declanșat contraofensiva decisivă.
În ciuda faptului că dispuneau de superioritatea numerică în domeniul blindatelor, francezii nu au reușit să se folosească de acest avantaj și să contraatace în mod eficient. Germanii își creaseră o formații operaționale din mijloace mecanizate combinate, pe care le foloseau în punctele strategice. Blindatele franceze erau împrăștiate de-a lungul întregului front în formații puțin numeroase. În plus, o bună parte a efectivelor care formau diviziile de rezervă nu fuseseră încă mobilizate. Divizia I blindată a fost distrusă când a rămas fără combustibil. Divizia a III-a blindată a eșuat în încercarea de distrugere a capetelor de pod de la Sedan. Singura divizie blindată din rezervă, 2e Division Cuirassée, a trebuit să declanșeze un atac pe 16 mai la Saint-Quentin, Aisne. Comandantul diviziei a reușit să ia legătura doar cu 7 din cele 12 companii aflate pe o suprafață de 79x60 km. Divizia a fost distrusă de atacul 8. Panzerdivision mai înainte ca să poată organiza atacul.
Colonelul Charles de Gaulle, comandatul divizie create în grabă 4e Division cuirassée, a încercat să lanseze un atac de la sud de Montcornet unde se aflau cartierele generale ale corpurilor blindate ale lui Guderian și unde se aflau unitățile de servicii ale 1. Panzerdivision. În timpul bătăliei de la Montcornet, germanii au organizat în grabă liniile de apărare, în timp ce Guderian a dat ordin 10. Panzerdivision să atace flancul francezilor. Amenințarea blindatelor germane și atacurile VIII.  Fliegerkorps ale Luftwaffe au oprit în cele din urmă operațiunea franceză. Francezii au pierdut 32 de tancuri și vehicule blindate pe 17 mai, dar au reușit la rândul lor să provoace pierderi germanilor. Pe 19 mai, după ce a primit întăriri, de Gaulle a mai încercat să efectueze un atac, dar blindatele franceze au fost respinse, pierzând 80 din cele 155 de vehicule. VIII. Fliegerkorps comandate de von Richthofen au fost cele care și-au adus contribuția hotărâtoare la înfrângerea francezilor prin identificarea mișcărilor acestora și atacarea lor în timpul operațiunii ofensive. S-a apreciat că atât înfrângerea diviziei comandate de Gaulle, cât și distrugerea Armatei a 9-a franceze este datorată în principal acțiunilor unităților Luftwaffe comandate de Richthofen.
Deși acțiunea lui de Gaulle poate fi considerată un succes parțial, atacurile de pe 17 și 19 mai nu au modificat în mod semnificativ situația generală în favoarea aliaților. Operațiunea comandată de Gaulle a fost de fapt singurul contraatac efectuat de francezi împotriva forțelor invadatoare germane.

#### Înaintarea germană spre Canalul Mânecii
Aliații nu au întreprins nicio acțiune serioasă pentru oprirea înaintării corpurilor de  blindate germane, sau măcar pentru evitarea distrugerii de către acestea. Tancurile germane și-au oprit acțiunile în zilele de 17 și 18 mai pentru realimentare, odihna echipajelor și reparații.
Pe 19 mai, generalul Edmund Ironside, șeful Marelui Stat Major Imperial, a discutat cu generalul Gort, comandatul Corpului Expediționar Britanic, la cartierul general de lângă Lens. El i-a cerut lui Gort să salveze Corpul Expediționar printr-un atac spre sud-vest spre Amiens. Gort i-a răspuns că șapte din cele nouă divizii pe care le comanda erau deja angajate în lupta pe Escaut și mai îi rămăseseră doar două divizii cu care ar fi putut să organizeze un asemenea atac. Ironside s-a interesat mai apoi cine era superiorul lui Gort în Franța. Gort l-a indicat pe generalul Billotte, comandantul Armatei I franceze, care însă nu mai emisese nici un ordin în ultimele opt zile. Ironside s-a deplasat mai apoi la cartierul generalului Billotte, pe care l-a aflat în incapacitate de a lua hotărâri decisive. Ironside s-a reîntors în țară cu temerea că întreg Corpul Expediționar este sorti pieirii și a început pregătirile pentru respingerea unei invazii germane în Anglia.
Forțele germane nu și-au permis să rămână inactive multă vreme, pentru ca să nu le permită aliaților să își organizeze apărarea sau să scape. Pe 19 mai, Guderian a fost autorizat să reia înaintarea prin zona apărată de Diviziile 18 și 23 pe râul Somme. Trupele germane au ocupat orașul Amiens și au asigurat controlul asupra celui mai vestic pod de peste râul la Abbeville. Această mișcare a izolat forțele britanice, franceze, neerlandeze și belgiene din nord. Pe 20 mai, o unitate de recunoaștere din cadrul 2. Panzerdivision comandate de Rudolf Veiel a ajuns la Noyelles-sur-Mer, la 100 km vest de pozițiile inițiale de pe 17 mai. De aici, tanchiștii germani puteau să vadă estuarul râului Somme și Canalul Mânecii. A apărut astfel o pungă uriașă, în care fusese prins Grupul de Armată I, format din belgieni, britanici și Armatele I și a VII-a franceze . Tancurile lui Guderian și Rommel au ajuns pe țărmurile Canalului în 11 zile. În prima conflagrație mondială, Germania nu reușise o asemenea performanță în patru ani. Cinci zile mai târziu, Rommel și-a completat succesul cu înaintarea de-a lungul țărmului Normandiei spre Cherbourg:92.
VIII. Fliegerkorps de sub comanda lui Wolfram von Richthofen au acoperit din punct de vedere tactic spațiile aflate din punct de vedere teoretic încă sub controlul aliaților, dintre liniile avansate ale germanilor și Canalul Mânecii. Această perioadă a luptelor considerată „epoca de aur” a avioanelor de bombardament în picaj Junkers Ju 87 (Stuka) și a fost caracterizată printr-un răspuns extrem de eficient la cererile lansate de trupele terestre prin radio. Avioanele Stuka au deschis o cale sigură de înaintare pentru blindatele și trupele mecanizate de susținere Ju 87 au fost foarte eficiente în special în respingerea atacurilor împotriva flancurilor forțelor germane, distrugând poziții fortificate și distrugând liniile de reaprovizionare din adâncimea liniilor inamice. Succesele Luftwaffe au fost bazate pe excelente comunicații dintre stațiile de la sol și cele montate pe aparatele de zbor, care au funcționat ireproșabil de-a lungul întregii campanii. Ofițerii de legătură din primele linii, echipați cu stații de emisie recepție, au putut cere intervenția avioanelor Stuka, pe care mai apoi le-au direcționat asupra pozițiilor inamicilor pe direcția proprie de înaintare. Răspunsul la cererile trupelor terestre era a fost asigurat de Luftwaffe uneori în doar 10–20 minute. Oberstleutnant Hans Seidemann (șeful Statului Major al lui Richthofen]) a afirmat mai apoi că în această campanie a fost atins un nivel de discutare și planificare a operațiunilor combinate cum nu avea să mai fie vreodată de-a lungul războiului. O analiză  a campaniei demonstrează că forțele terestre au trebuit să aștepte în medie în jur de 45–75 minute pentru intervenția bombardierelor Ju 87 și doar 10 minute  pentru intervenția bombardierelor Henschel Hs 123.

### Planul Weygand

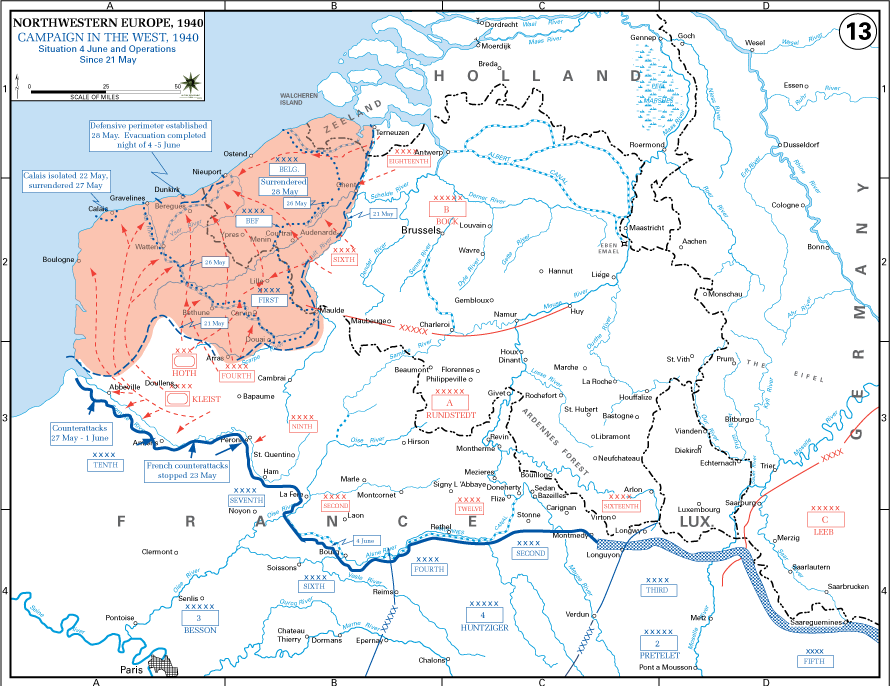
Situația pe 4 iunie 1940 și acțiunile începând cu 21 mai

În dimineața zilei de 20 mai, Maurice Gamelin a ordonat trupelor prinse în capcana din Belgia să lupte pentru ieșirea din încercuire, să se îndrepte spre sud și să facă joncțiunea cu trupele franceze care ar fi trebuit să forțeze înaintarea spre nord de pe aliniamentele de pe râul Somme. În dimineața zilei de 19 mai însă, premierul francez Paul Reynaud îl demisese pe Gamelin și l-a înlocuit cu Maxime Weygand. Weygand părea că nu își dădea seama de gravitatea situației de pe front. El avea să afirme că prima sa misiune în calitatea de comandat suprem era să se odihnească bine în noaptea care urma. Weygand s-a făcut vinovat de pierderea timpului care s-ar fi dovedit foarte valoros pentru organizarea unui contraatac rapid și puternic. El a anulat ofensiva planificată de Gamelin, după care a mai pierdut câteva zile făcând vizite de protocol la mai mulți demnitari din Paris. Când s-a reîntors la post, el a ordonat un plan similar cu cel al lui Gamelin, propunând o contraofensivă a forțelor din nord și sud împotriva „coridorului german”. Forțele care urmau să participe la atac aveau să fie armatele încercuite în Belgia și forțele franceze de pe frontul de pe Somme (nou creatul Grup de Armată 3 de sub comanda generalului Antoine-Marie-Benoît Besson). Situația frontului presupunea un atac împotriva coridorului executat cu toată forța.Pe 22 mai, Weygand a  ordonat executarea unui atac combinat din nord și sud pentru blocarea elementelor avansate ale coloanelor de blindate germane. Pe hartă, aceasta părea un obiectiv realist, de vreme ce coridorul prin care cele două corpuri de blindate ale lui von Kleist înainta spre coastă era destul de îngust. Weygand dispunea teoretic de suficiente forțe pentru executarea loviturii. În nord se se aflau trei divizii mecanizate și Corpul Expediționar Britanic. În sud se afla divizia blindată a lui de Gaulle. Șansa de a ataca pozițiile germane într-o perioadă în care ele erau slab apărate a fost pierdută însă. Întârzierile manevrelor aliaților le-a permis germanilor să aducă divizii proaspete de infanterie în coridor și să ocupe noi poziții pe țărmul Canalului Mânecii. Weygand s-a deplasat cu avionul în punga din Belgia și s-a întâlnit pe 21 mai cu generalul Billotte, comandantul Grupului de Armată I și cu  regele Leopold al Belgiei. Leopold și-a exprimat poziția față de planificata ofensivă. Conform suveranului, armata belgiană nu era dotată cu tancuri și avioane și fusese constituită doar ca forță defensivă. Regele a mai declarat că în condițiile în care armata pierdea rapid controlul asupra teritoriului național, mai dispunea de rezerve de alimente pentru cel mult două săptămâni. Leopold nu credea că britanicii din Corpul Expediționar și-ar fi riscat propriile poziții pentru păstrarea contactului cu armata belgiană și pe de altă parte i-a prevenit pe englezi că o ofensivă în sud ar fi dus la primejduirea frontului belgian, care nu dispunea de suficienți oameni și care, în final, s-ar fi dezintegrat. Regele Leopold a propus formarea unui cap de pod care să acopere  Dunkerque și porturile belgiene de la Canalul Mânecii
Gort se îndoia de capacitatea armatei franceze de organizare a unei ofensive încununate de succes. Pentru ca lucrurile să fie și mai complicate, pe 23 mai, Billotte a murit într-un accident de mașină, lăsând fără comandant forțele aliate din pungă pentru o perioadă de trei zile. Billotte era singurul comandant aliat care deținea toate informațiile legate de amănuntele planului lui Weygand. În aceeași zi, britanicii au hotărât să își evacueze forțele prin porturile de la Canalul Mânecii pe care le mai controlau. În așteptarea evacuării au mai fost organizate doar două ofensive limitate, una de către britanici și francei la Arras pe 21 mai și una de către francezi la Cambrai pe 22 mai.
Generalul Harold Franklyn în fruntea a două batalioane de tancuri s-a deplasat în regiunea Arras. Franklyn nu era la curent cu atacul francez spre Cambrai, tot așa cum francezii nu aveau informații despre atacul britanic spre Arras. Franklyn a considerat că operațiunea sa privește doar eliberarea garnizoanei aliate de la Arra și distrugerea rețelei de comunicații inamice din regiunea înconjurătoare. Pentru că nu a înțeles importanța acțiunii sale și a considerat că luptă doar pentru atingerea unor obiective limitate, Franklyn nu a implicat în luptă principalele sale unități, Diviziile 50 și 5 de infanterie britanică și Divizia mecanizată 3 franceză. Atacul britanic al tancurilor grele SOMUA S35 a pus în dificultate unitățile germane de tancuri în timpul bătăliei de la Hannut .  În ciuda participării la atac doar a două batalioane de infanterie și a două batalioane de tancuri, ca și a problemelor mecanice,  blindatele britanice au reușit să păstreze în acțiune 74 de tancuri Matilda II ș 14 tancuri ușoare.
În timpul bătăliei de la Arras, britanicii au reușit să își surprindă inamicii și să obțină o serie de succese inițiale împotriva germanilor, ale cărui front era prea întins. În cele din urmă însă, atacul s-a împotmolit. Comunicațiile radio dintre blindate și infanterie s-au dovedit slabe, iar coordonarea interarme a fost la un nivel scăzut. În cele din urmă, linia defensivă germană organizată în grabă (sprijinită și de baterii antiaeriene – FlaK – de 88 și 105 mm) a respins atacul. Francezii au provocat pierderi grele blindatelor germane, dar intervenția Luftwaffe a echilibrat situația. Doar 28 din cele 88 de tancuri britanice au mai rămas funcționale la finalul operațiunii. Atacul Corpului V francez de la Cambrai s-a încheiat la rândul lui cu un eșec. Corpul V s-a dovedit prea slăbit de luptele din Belgia pentru ca să reușească în această nouă ofensivă.
Deși aceste atacuri nu au făcut parte dintr-o încercare coordonată pentru distrugerea marilor unități de tancuri germane, Înaltul Comandament German a intrat în panică, spre deosebire de Rommel care, după respingerea atacurilor aliate, a vrut să pornească în urmărirea inamicului. Planificatorii germani se temeau că sute de tancuri aliate urmau să zdrobească forțele de elită ale Reichului. Temerile germanilor s-au dovedit a fi fără niciun temei. Efectele strategice și operaționale ale atacurilor aliate nu s-au dovedit pe măsura succeselor tactice obținute. În dimineața zilei de 22 mai, Înaltul Comandament German și-a recăpătat încrederea și i-a ordonat lui Guderian și Corpului XIX Panzer să continue să exercite presiune pe direcția nord, către porturile de la Marea Mânecii: 1. Panzerdivision spre Calais, 2. Panzerdivision spre Boulogne și  10. Panzerdivision spre Dunkerque.. ceva mai târziu, misiunile Diviziilor 1 și 10 au fost inversate, fiecare primind ordine să cucerească obiectivul inițial al celeilalte.
Deși și de Gaulle a lansat mai multe atacuri lipsite de efect în jurul orașului Péronne pe 19 mai, principalul atac dinspre sud a fost declanșat de-abia pe 23 mai, când  Divizia a 7-a, sprijinită de un număr redus de tancuri, a încercat fără succes să recucerească orașul Amiens. Pe 27 mai, Divizia I blindată britanică adusă în grabă din Anglia, a atacat în forță pozițiile germane de la Abbeville, dar a fost respinsă cu pierderi mari. De Gaulle a efectuat a doua zi un atac, fiind la rândul lui înfrânt. În aceste momente, forțele aliate din nord se aflau într-o situație fără ieșire.

### Corpul Expediționar Britanic și porturile Canalul Mânecii

#### Bătălia de la Calais

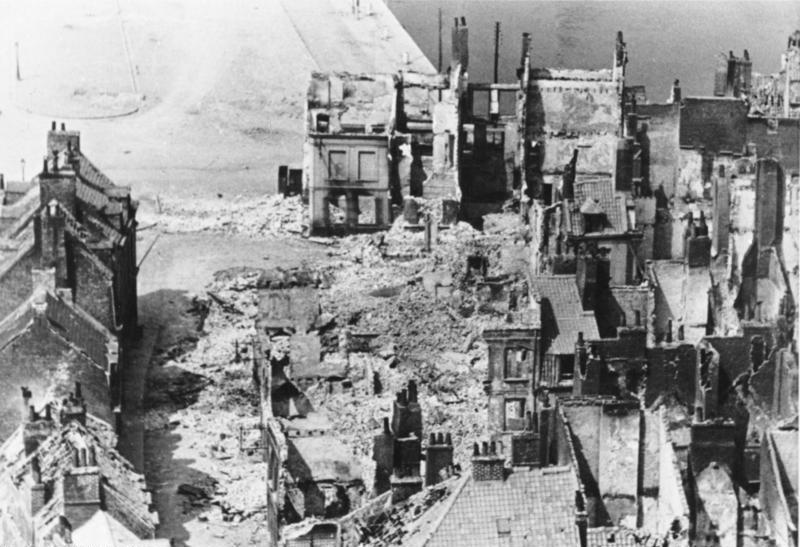
Orașul Calais în ruine

În primele ore ale zilei de 23 mai, Gort a ordonat retragerea din Arras. El nu mai credea în sorții de izbândă a planului lui Weygnad și nici în propunerea acestuia de organizare a unei rezistențe într-o pungă pe coasta flamandă, o așa numită Réduit de Flandres. Gort știa că porturile care ar fi trebuit să asigure aprovizionarea acestei Redute a Flandrei se aflau sub amenințarea inamică. În aceeași zi, Divizia 2 Panzer a luat cu asalt Boulogne. Garnizoana britanică a orașului s-a predat pe 25 mai, nu mai înainte ca Royal Navy să reușească să evacueze 4.286 militari aliați. RAF a asigurat acoperirea aeriană a operațiunii de evacuare, interzicând avioanelor  Luftwaffe să intervină.
10. Panzerdivision comandată de Ferdinand Schaal a atacat Calais pe 24 mai. În sprijinul apărătorilor au fost debarcate întăriri cu doar 24 de ore înainte de atacul germanilor – Regimentul al 3-lea de tancuri, echipat cu blindate ușoare și Brigada a 30-a de infanterie motorizată. Apărătorii Calaisului au rezistat cu dârzenie, deși fără succes, fiind conștienți că o capitulare prea rapidă ar fi deschis calea forțelor germane spre Dunkerque. Forțele britanice și franceze au reușit să se mențină pe poziții în ciuda eforturilor făcute de divizia germană. Guderian, enervat de rezistența aliaților, a cerut ca, dacă Divizia a 10-a Panzer nu cucerește orașul până la ora 14:00 a zilei de 26 mai, să fie retrase blindatele și să se ceară Luftwaffe să distrugă orașul prin bombardamente aeriene. Până în cele din urmă, soldații aliați au intrat în criză de muniție, iar germanii au reușit să străpungă liniile fortificate de  apărare în jurul orei 13:30 pe data de 26 mai, cu aproximativ 30 de minute mai înainte de termenul limită al retragerii trupelor comandate de Schaal. În timp ce principalele fortificații ale orașului au fost ocupate de germani după ce apărătorii francezi au capitulat, soldații britanici au continuat lupta în regiunea docurilor până în dimineața zilei de 27  mai. Marina britanică a reușit să evacueze aproximativ 440 de militari. Luptele de la Calais au durat patru zile, care s-au dovedit cruciale pentru soarta militarilor aliați prinși în punga de la Dunkerque. Prețul plătit de apărătorii Calaisului a fost mare, aproximativ 60% dintre soldații aliați au fost răniți sau uciși.

#### Ordinul de oprire a atacurilor
Pe 23 mai, Günther von Kluge a propus ca 4. Armee, care era gata să atace pozițiile aliate de la Dunkerque, să își oprească înaintarea și să înceteze operațiunile miliare. Dat fiind faptul că aliații erau prinși într-o capcană aparent fără nicio ieșire, Gerd von Rundstedt a fost de acord cu propunerea lui von Kluge. În jurnalul de front al  4. Armee, este înregistrat pe 23 mai  că „se va opri în principal mâine [24 mai], în conformitate cu ordinul general-colonelului von Rundstedt” . Generalul Walther von Brauchitsch, comandantul suprem al forțelor terestre germane, nu a fost de acord cu poziția colegilor săi și dorea să continue atacul împotriva pungii de la Dunkerque și să îl înlocuiască pe comandantul Armatei a 4-a cu Bock. Bock nu era însă disponibil, iar Halder a fost de acord cu von Rundstedt și von Kluge în ceea ce privește oprirea acțiunilor militare împotriva trupelor aliate de la Dunkerque. Neînțelegerile au fost aduse la cunoștința lui Hitler, care a fost la rândul lui de acord cu oprirea acțiunii împotriva Dunkerque. Hitler nu a dat ordinul de încetare a atacului, ci doar a permis emiterea ordinelor de oprire a ofensivei deja schițate de generalii săi. Se pare și Kleist a fost de acord cu ordinul de încetare a atacului, ordin pe care Hitler l-a aprobat. Acest ordin a rămas până în ziua de astăzi un subiect de controversă în rândul istoricilor militari.
În același timp, Grupul de Armată B comandat de Bock își avea diviziile, inclusiv rezervele și unitățile de sprijin aerian, întinse pe un front foarte lung. Efectivele de sub comanda sa erau reduse la doar 21 de divizii. Prin comparație, Grupul de Armata A avea 70 de divizii, dintre care 10 de blindate. Grupul de Armată B trebuia să fie „barosul” care să închidă „nicovala” Grupului de Armată A. Mai târziu, Halder a afirmat că disproporția aceasta de forțe fusese motivată de Hitler prin faptul că bătălia decisivă urma să fie dată în Franța, nu în Flandra.
Hermann Göring l-a asigurat pe Hitler că Luftwaffe era capabilă să împiedice orice tentativă de evacuare a forțelor aliate prinse în punga de la Dunkerque iar, pe de altă parte, von Rundstedt l-a avertizat pe Führer că, în cazul continuării atacului, timpul necesar pentru refacerea marilor unități de blindate va fi foarte lung. Oprirea acțiunilor trupelor terestre și eșecul tentativei Luftwaffe de împiedicare a evacuării a permis aliaților să creeze linii fortificate pe principalele direcții de deplasare spre Dunkerque, principalul port din zonă. Se consideră că responsabilitatea pentru această eroare este împărțită între Hitler, Göring și Rundstedt.

#### Operațiunea Dynamo

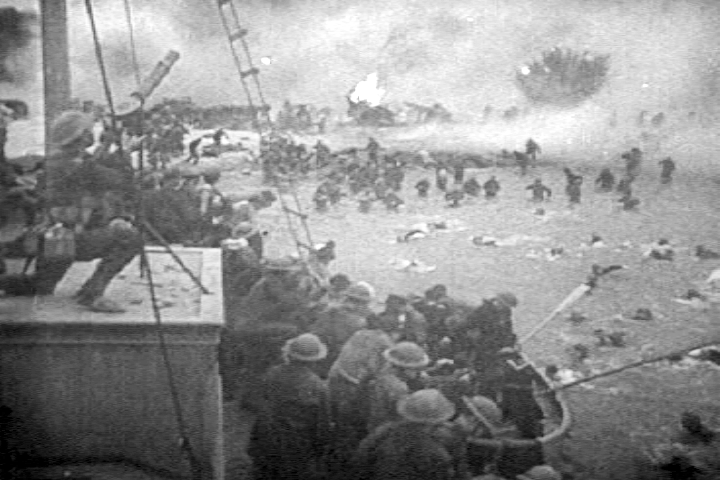
Trupele britanice în retragere de la Dunkerque

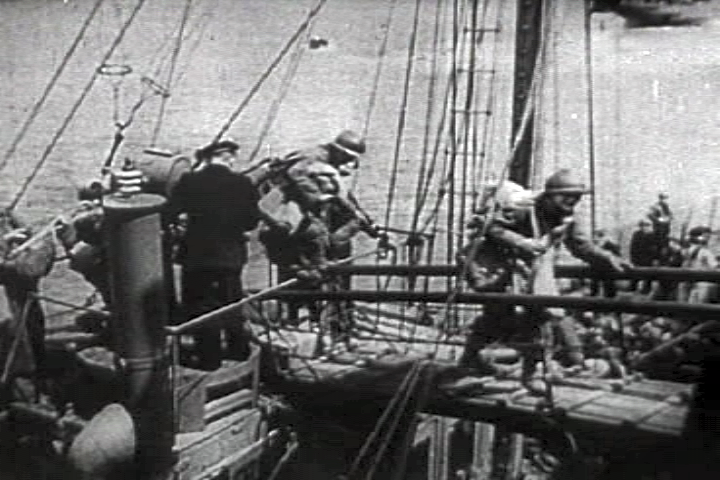
Soldații francezi îmbarcându-se pe un vas britanic la Dunkerque

Aliații au lansat pe 26 mai Operațiunea Dynamo pentru evacuarea trupelor britanice, franceze și belgiene încercuite. Aproximativ 28.000 de soldați au fost evacuați în prima zi. Armata I franceză, grosul trupelor căreia rămăsese la Lille datorită erorii lui Weygand, care nu retrăsese la timp aceste forțe spre vest, a organizat apărarea orașului, cei 50.000 de soldați capitulând în cele din urmă pe 31 mai.
Acțiunea Armatei I franceză, care a organizat apărarea orașului Lille, a atras o parte a forțelor germane de la Dunkerque, ceea ce a permis în final evacuarea a aproximativ 70.000 de soldați aliați. Efectivele totale aliate evacuate până pe 31 mai se ridică la aproximativ 165.000 de oameni. Situația aliaților a fost complicată de capitularea regelui Belgiei Léopold al III-lea de pe 27 mai, amânată până pe 28 mai. 
Zona părăsită de armata belgiană se întindea de la Ypres la Dixmude. Cu toate acestea, prăbușirea frontului aliat a fost evitată, iar evacuarea soldaților francezi și britanici a putut fi dusă la bun sfârșit. Între 31 mai și 4 iunie, aproximativ 20.000 de britanici și 98.000 de francezi au putut fi evacuați. Cu toate aceste, 30-40.000 de soldați francezi, ariergarda forțelor aliate, au rămas pe continent și au fost luați prizonieri. Numărul total al soldaților aliați evacuați  a fost 338.223.
În timpul luptelor de la Dunkerque, Luftwaffe a depus toate eforturile posibile pentru împiedicarea evacuării. Aviația germană a efectuat 1.882 zboruri de bombardament și 1.997 misiuni ale avioanelor de vânătoare. Militarii britanici căzuți în timpul luptelor de la Dunkerque au reprezentat 6% din totalul pierderilor britanice din campania din Franța. Printre britanicii căzuți la datorie au fost și 60 de piloți de vânătoare. Luftwaffe nu și-a îndeplinit obiectivul împiedicării evacuării, dar a reușit să provoace pierderi grele forțelor aliate. Britanicii au pierdut 89 de marinari civili și  29 distrugătoare scufundate sau serios avariate. Germanii au pierdut aproximativ 100 de avioane, iar britanicii 106 de avioane de vânătoare. Alte surse consideră că Luftwaffe a pierdut 240 de avioane la  Dunkerque.
Confuzia în rândul trupelor aliate a continuat. După evacuarea de la Dunkerque și în timp ce Parisul era supus unui asediu de scurtă durată, Divizia I de infanterie canadiană a fost trimisă în Bretania numai pentru ca să fie retrasă după capitularea Franței. Divizia I blindată britanică  comandată de generalul Evans, total lipsită de trupele de infanterie, care fuseseră trimise să apere regiunea Calais, a ajuns în Franța în iunie 1940. Tanchiștilor britanici li s-a alăturat un batalion de geniști scoțieni. Noua mare unitate a primit sarcina să lupte în ariergardă. La sfârșitul campaniei, Erwin Rommel și-a arătat aprecierea pentru rezistența forțelor britanice, care au pus multe probleme germanilor în ciuda echipamentului inferior și a crizei de muniție.
pe 26 februarie 1945, Hitler a pretins că a permis Corpului Expediționar Britanic (BEF) să fie evacuat de pe continent printr-un gest de „sportivitate”, în speranța că Churchill va fi de acord cu semnarea unei păci. Istoricii nu acceptă în general punctul de vedere exprimat de Hitler. Ei au în vedere ordinele Directivei nr. 13, care cereau „anihilarea forțelor franceze, britanice și belgiene în punga de la Dunkerque”.

## Fall Rot

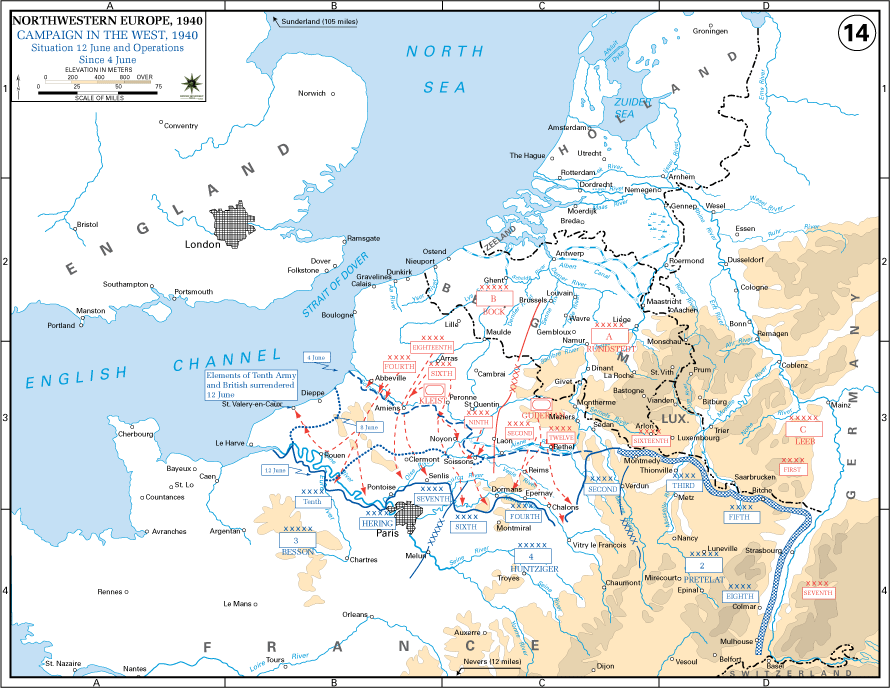
Ofensiva germană pe Sena între 4 – 12 iunie

### Problemele francezilor
Cele mai bine antrenate unități militare și dotate cu cel mai modern armament fuseseră trimise în nord. Ele au fost pierdute pentru cauza aliaților, fiind încercuite. Francezii au pierdut astfel cea mai mare parte a armamentului greu și cele mai bune formațiuni blindate. În total, aliații au pierdut 61 de divizii în timpul luptelor din cadrul Fall Gelb. Weygand a avut de rezolvat problema apărării unui front lung, care se întinderea de la Sedan până la Canalul Mânecii cu forțe slăbite și cu un ajutor minim din parte aliaților săi. Weygand a mai dispus de numai 64 divizii franceze și una britanică. Francezii nu mai aveau rezervele necesare pentru organizarea unui contraatac sau pentru înlocuirea trupelor epuizate din prima linie, care se întindea pe nu mai puțin de 965 km. În același timp, germanii desfășuraseră pe teren 142 de divizii și aveau controlul total al spațiului aerian francez, cu excepția notabilă a zonei Canalului Mânecii.
Francezii se confruntau cu problema milioanelor de refugiați, care fugeau din calea războiului. Automobilele și vehiculele trase de cai ale refugiaților blocau șoselele. Datorită faptului că guvernul nu luase în considerație un eșec militar așa de rapid și amplu, nu fuseseră făcute nici un fel de planuri de evacuare a populației. Între șase și zece milioane de francezi au plecat în exod într-o asemenea grabă, încât unii au plecat direct de la masă, și aceasta în ciuda asigurărilor oficialilor, care îndemnau populația să rămână pe loc. populația din Chartres a scăzut de la 23.000 la 800 de locuitori, iar cea din Lille de la 200.000 la 20.000, în vreme ce populația orașelor din sud precum Pau sau Bordeaux creștea rapid.
Pentru ca lucrurile să se înrăutățească, Italia a declarat război Franței și Regatului Unit pe 10 iunie. Italia nu era pregătită de război, iar  atacul împotriva Franței nu a avut un impact major asupra desfășurării operațiunilor militare în ultimele 12 zile ale războiului. Dictatorul italian Benito Mussolini era conștient de slăbiciunile armatei sale, dar a intrat în acțiune pentru ca să profite de pe urma succeselor militare germane. Mussolini a anticipat corect că războiul avea să se termine în curând. El i-a spus șefului Statului Major al Armatei, mareșalul Badoglio: „Am nevoie doar de câteva mii de morți astfel încât să stau la conferința de pace ca un om care a luptat”.

### Prăbușirea Liniei Weygand
Germanii și-au reînnoit ofensiva pe 5 iunie pe Somme. În următoarele trei săptămâni, Wehrmachtul a întâmpinat o rezistență mult mai puternică decât se aștepta. Liniile de comunicații franceze erau mai scurte, trupele se aflau mai aproape de depozite și de atelierele de reparații. 112.000 de soldați francezi evacuați inițial în Anglia au fost repatriați prin porturile din Normandia și Bretania. Astfel, o parte a diviziilor pierdute în Flandra au fost înlocuite. Francezii au reușit chiar să mobilizeze și echipeze două divizii de tancuri grele. Efectivele și tancurile Diviziei a 4-a comandată de colonelul de Gaulle au fost completate. Moralul trupelor a continuat să crească până la un nivel foarte înalt la sfârșitul lunii mai 1940.
Au fost trei cauze principale ale îmbunătățirii moralului francezilor. Mai întâi, cei mai mulți soldați francezi, deși erau la curent cu victoriile germane, nu experimentaseră personal înfrângerea pe câmpul de luptă. Mai apoi, ofițerii francezi care luptaseră deja cu germanii și-au schimbat abordările tactice în conformitate cu realitățile frontului. Nu în ultimul rând, francezii și-au dat seama că artileria lor era cel puțin egală cu cea germană iar blindatele lor se comportau mai bine pe câmpul de luptă. Tancurile franceze beneficiau de un blindaje mai rezistente și tunuri mai performante

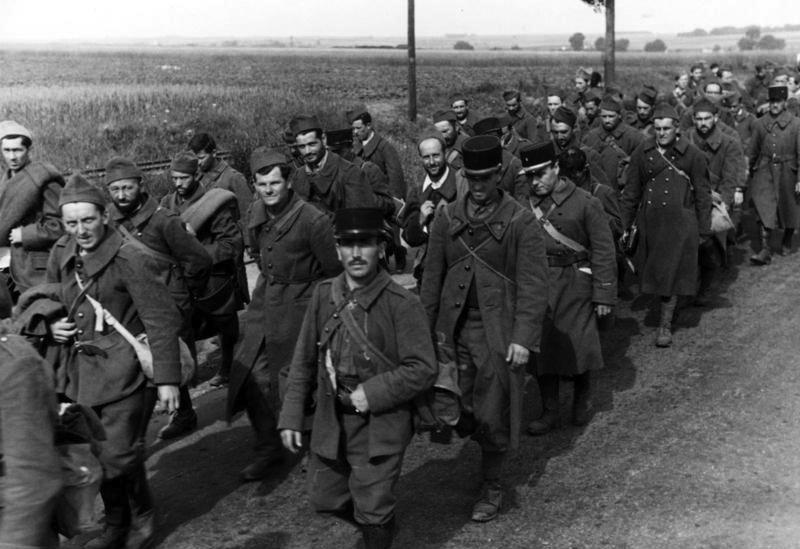
Coloană de prizonieri francezi în marș spre lagăr

Între 23 și 28 mai, francezii au reorganizat și reechipat Armatele a 7-a și a 10-a. Weygand a hotărât să adopte tacticilor „pozițiilor arici”, care presupunea operațiuni de „apărare în adâncime” și aplicarea unor măsuri pentru întârzierea înaintării inamicului și provocarea maximumului de pierderi acestuia din urmă. Weygand a amplasat garnizoane în toate localitățile mari sau mici, chiar și în sate, și a dispus fortificarea puternică a pozițiilor lor. În spatele liniilor de localități fortificate s-au format noi divizii de infanterie, blindate și mecanizate, gata să atace și să elibereze localitățile asediate, care trebuiau la rândul lor să reziste cu orice preț atacurilor germanilor.
Grupul de Armată A a atacat Parisul pe ambele flancuri. Dintre cele 47 de divizii germane participante la atac, majoritatea erau unități mobile. În cursul celor 48 de ore de ofensivă, germanii nu au reușit să provoace nicio străpungere importantă a liniilor defensive franceze. 4. Armee a reușit să cucerească mai multe capete de pod peste râul Somme, dar germanii au luptat din greu pentru ca sa traverseze râul Aisne. În timpul luptelor de pe râul Aisne, XVI Panzerkorps comandate de Erich Hoepner au desfășurat în luptă peste 1.000 de vehicule blindate și două divizii de tancuri. Germanii au pierdut în primele faze ale atacului 80 de vehicule blindate. Weygand organizase o apărare în adâncime care a pus multe probleme germanilor care încercau să traverseze râul. Mai multe atacuri de la Amiens au fost respinse de artileria franceză, iar germanii au trebuit să facă față noilor tactici îmbunătățite ale inamicilor lor. Forțele terestre germane au fost salvate de intervenția decisivă a Luftwaffe, care a distrus bateriile franceze de artilerie, permițând infanteriei să înainteze pas cu pas. Germanii au reușit să obțină rezultate bune de-abia în a treia zi de lupte, când au traversat cu toate forțele râul. Încercările aviației franceze să oprească prin bombardamente aeriene traversarea a fost sortită eșecului. Rapoartele germane amintesc de faptul că bătălia a costat viețile a multor militari, inamicul rezistând puternic, în special în păduri și în fâșiile forestiere. La sud de Abbeville, Armata 10 franceză comandată de generalul Robert Altmayer a cedat presiunii germane și s-a retras spre Rouen și spre sud de-a lungul Senei . Creșterea ritmului înaintării germane a reflectat capacității de luptă a francezilor. Rommel și tanchiștii pe care îi comanda din 7. Panzerdivision s-au îndreptat spre vest, traversând Sena spre Normandia și au cucerit portul Cherbourg pe 18 iunie. În timpul deplasării spre Cherbourg, Rommel a forța capitularea Diviziei 51 de scoțieni pe 12 iunie. În timpul operațiunilor armate, Luftwaffe a avut o contribuție importantă la dispersarea forțelor blindate franceze. Deși coloanele de blindate germane erau foarte întinse și vulnerabile la contraatacuri, susținerea neîncetată a tancurilor de către Luftwaffe i-a împiedicat pe francezi să își concentreze forțele, iar teama de bombardamente aeriene a anihilat numărul și capacitatea de mișcarea a trupelor lui Weygand.

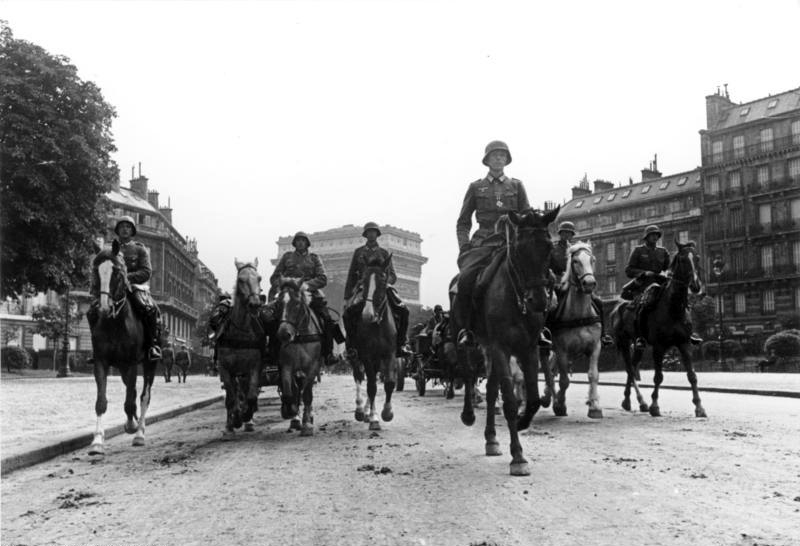
Trupele germane în Paris

Pe 10 iunie, guvernul francez a declarat Parisul „oraș deschis. Germanii din 18. Armee se îndreptau în acest moment spre Paris. În ciuda rezistenței francezilor, frontul lor a fost străpuns în mai multe locuri. Weygand devenise convins că forțele franceze erau aproape de momentul colapsului. Pe 13 iunie, Churchill a participat la ședința Consiliului Suprem Aliat de la Tours. El a propus o uniune a celor două țări, dar ideea a fost respinsă Pe 14 June, Parisul a fost cucerit..
Situația continua să se agraveze pe front. Luftwaffe reușise să cucerească supremația aeriană (faza superioară superiorității aeriene) dat fiind faptul că aviația militară franceză era pe punctul să se dezintegreze.  Armée de l'Air a continuat să efectuarea de acțiuni de bombardament aproape de una singură. Între 5 și 9 iunie au fost efectuate  1.815 misiuni, dintre acestea 518 fiind ale bombardierelor. Numărul misiunilor a scăzut constant, odată cu creșterea pierderilor materiale și umane care nu au mai putut fi recuperate. RAF a încercat îndepărteze Luftwaffe de frontul francez efectuând 660 de misiuni împotriva unor ținte din regiunea Dunkerque, dar pierderile britanicilor au fost foarte mari. Doar pe 21 iunie, britanicii cu pierdut 37 avioane Bristol Blenheim. După 9 iunie, forțele aeriene franceze au încetat practic să mai existe. Cele câteva aparate de zbor franceze rămase funcționale s-au retras în posesiunile franceze din Africa de nord. După această dată, atacurile Luftwaffe au atins un nou maxim. Atacurile ei s-au concentrat asupra sprijinirii directe sau indirecte a trupelor de uscat. Liniile defensive și unitățile de tancuri franceze au fost supuse unor lovituri violente.

### Prăbușirea Liniei Maginot

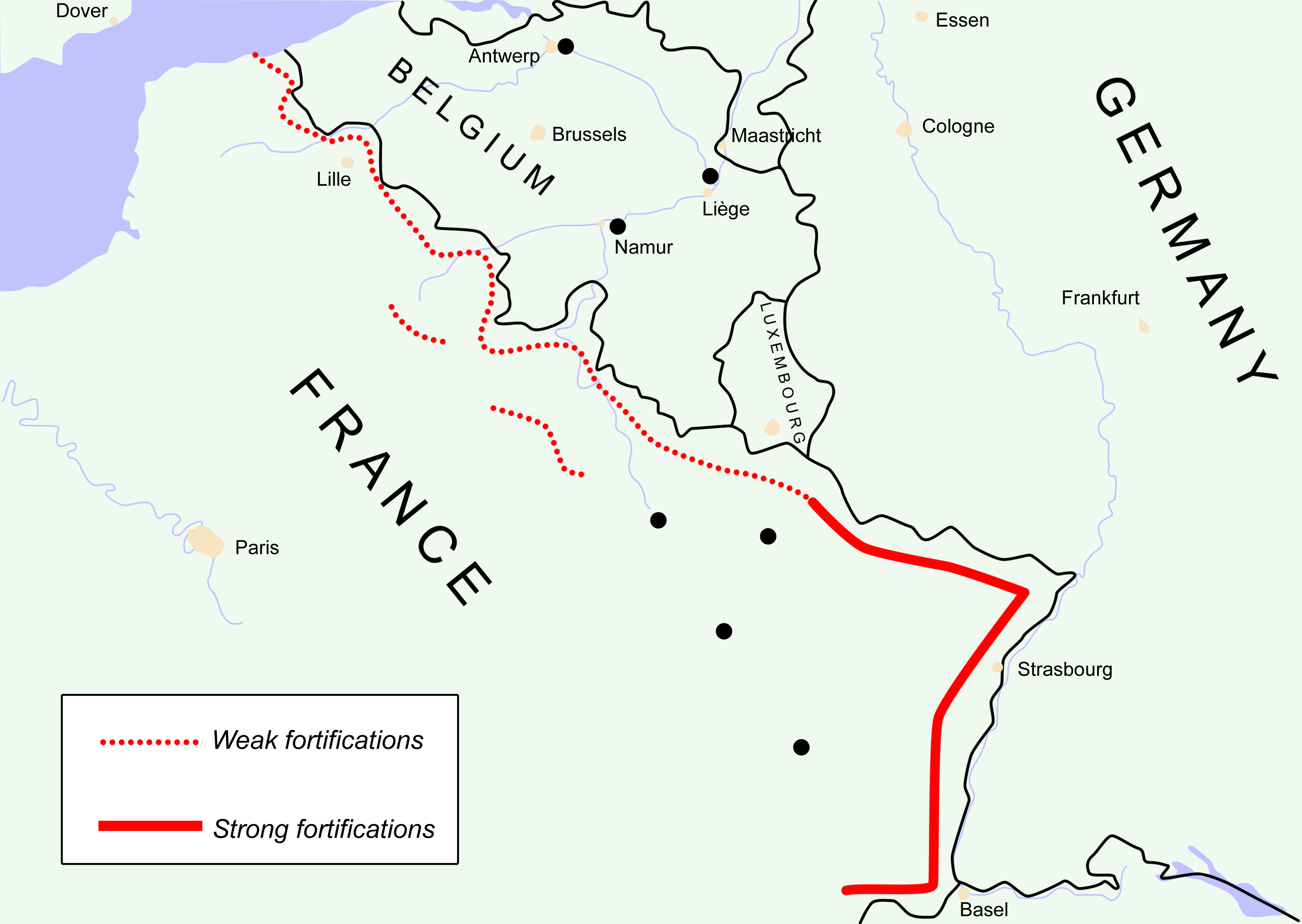
Linia Maginot

În acest timp, Grupul de Armată C colabora cu Grupul de Armată A la încercuirea și cucerirea Liniei Maginot. Operația celor două Grupuri viza izolarea regiunii Metz și a fortificațiilor de aici pentru împiedicarea unui contraatac francez pornit din Alsacia împotriva forțelor germane de pe Somme. XIX Korps comandate de Guderian trebuiau să înainteze spre frontiera franco-elvețiană și să prindă în capcană forțele franceze în Munții Vosgi. În același timp, XVI Korps ataca Linia Maginot dinspre vest printr-o manevră care viza spatele slab apărat – orașele Verdun, Toul și Metz. Forțele franceze din regiune fuseseră slăbite prin mutarea Grupului de Armată 2 din Alsacia și Lorena pe Linia Weygrand de pe Somme. După ce Grupul de Armată B și-a început ofensiva împotriva Parisului și  mai departe în Normandia, Grupul de Armată A și-a început înaintarea în spatele Liniei Maginot. Pe 15 iunie, Grupul de Armată C a lansat operațiune „Tigrul”, un atac frontal peste Rin.
Încercările de străpungere a Liniei Maginot până la declanșarea Operațiunii Tigrul au eșuat. Asaltul final a fost executat în zona de nord a instalațiilor defensive franceze și a durat opt ore. Germanii au pierdut 46 de militari morți și 251 răniți. În același timp, doi soldați francezi au fost uciși. Pe 15 iunie, ultimele unități franceze bine echipate, inclusiv Armata a 4-a, se pregăteau să părăsească pozițiile sub loviturile germane. Forțele defensive ale Liniei Maginot au fost după acest moment nesemnificative. Superioritatea numerică germană a devenit copleșitoare. Din punct de vedere tehnic, I Armeekorps dispunea de 1.000 de piese de artilerie, multe dintre ele modele învechite din primul război mondial. Acestea nu aveau capacitatea să distrugă fortificațiile. Germanii mobilizaseră în zonă doar 16 tunuri de 88 mm capabile să străpungă zidurile fortificațiilor. De asemenea, au fost folosite mai multe baterii de calibru mare montate pe vagoane de cale ferată. Pentru asigurarea sprijinului aerian, Luftwaffe a desfășurat în zonă V Fliegerkorps.

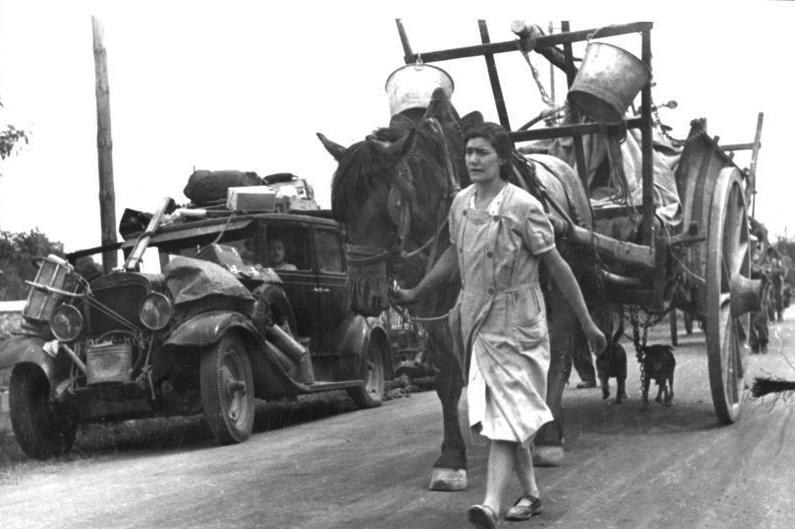
Refugiați francezi, iunie 1940

În ciuda faptului că francezii s-au opus puternic atacului, fortificațiile au fost cucerite una câte una. Fortăreața  Schoenenbourg a răspuns atacului infanteriei germane trăgând 15.802 proiectile de artilerie. Această fortificație a fost la rândul ei cea mai bombardată, dar cupolele din beton și oțel au rezistat. În paralel au fost lansat traversarea Rinului (Operațiunea Kleiner Bär). Cinci divizii ale VII Armeekorps au traversat Rinul în regiunea Colmar, având ca obiectiv înaintarea în Munții Vosgi. Germanii erau dotați cu 400 de piese de artilerie de calibru mediu, dar și cu tunuri calibru mare și mortiere. Diviziile franceze 104 și 105 au fost nevoite să se retragă în Munții Vosgi pe 17 iunie sub presiunea germană. În aceeași zi, XIX Korps comandate de Guderian au atins frontiera elvețiană, iar Linia Maginot a fost izolată de restul Franței. Cele mai multe unități franceze au capitulat până pe 25 iunie, iar germanii au declarat că au luat 500.000 de prizonieri. Câteva dintre fortificațiile puternice au continuat să lupte, în ciuda apelurilor la capitulare. Ultima a capitulat doar pe 10 iulie, după ce au fost li s-a cerut aceasta de către generalul  Alphonse Joseph Georges. Chiar și așa, apărătorii au protestat împotriva capitulării. Dintre cele 58 de fortificații importante ale Liniei Maginot, doar 10 au fost cucerite de Wehrmacht prin luptă, restul capitulând.

### Evacuarea celui de-al doilea Corp Expediționar Britanic
Evacuarea celui de-al doilea Corp Expediționar Britanic a fost efectuată în timpul Operațiunii Ariel între 15 – 25 iunie. Luftwaffe, care domina complet spațiul aerian francez, a încercat tot ce i-a stat în putință ca sa împiedice o evacuare precum cea de la Dunkerque. I. Fliegerkorps a primit sarcina să acționeze în sectoarele Normandia și Bretania. Pe 9 și 10 iunie, portul Cherbourg a fost supus unor atacuri aeriene, în timpul cărora au fost lansate 15 t de bombe, iar Le Havre a fost bombardat de 10 ori. Toate aceste atacuri au dus la scufundarea a unor vase aliate care au însumat o capacitate de 2.949 tone registru brut. Pe 17 iunie, avioanele Junkers Ju 88 – în principal din 30. Kampfgeschwader – au scufundat un vas de 10.000 t, vasul de linie RMS Lancastria înregistrat în St. Nazaire. Scufundarea Lancastriei a dus la moartea a 4.000 de soldați aliați, (dublând practic pierderile britanice din bătălia Franței). În ciuda unor asemenea succese, Luftwaffe nu a reușit să împiedice evacuarea în masă a 190.000–200.000 militari aliați.

### Capitularea și armistițiul

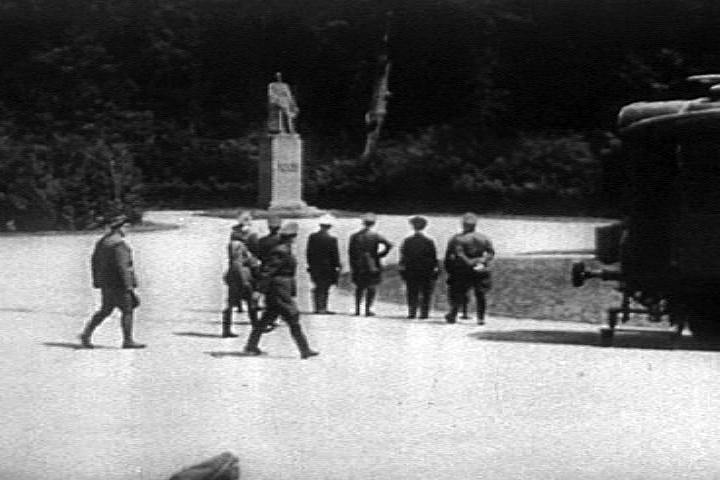
Hitler (cu mâna în șold) și un grup de ofițeri naziști în fața statuii lui Foch mai înainte de semnarea armistițiului de la Compiègne, 22 iunie 1940

Descurajat de reacția ostilă a miniștrilor săi la propunerea britanică de cedare a Uniunii Franco-Britanice pentru evitarea capitulării și având credința că membrii cabinetului francez nu îl mai susțin, premierul Paul Reynaud a demisionat pe 16 iunie. El a fost succedat de mareșalul Philippe Pétain, care a ținut imediat un discurs la radio în timpul căruia a anunțat intenția de a cere un armistițiu cu Germania. Când Hitler a fost anunțat despre intențiile francezilor, el a ales pădurea Compiègne pentru desfășurarea negocierilor
La Compiègne fusese negociat armistițiul din 1918, care pusese capăt primei conflagrații mondiale într-un mod umilitor pentru Germania. Hitler a considerat că semnarea unui nou armistițiu în același loc poate momentul de supremă umilire a Franței. Armistițiul a fost semnat pe 22 iunie 1940 în același vagon de cale ferată care fusese folosit și în 1918. Acest vagon de cale ferată a fost transportat dintr-un muzeu și plasat în același loc în care se aflase în 1918. Hitler a stat în același scaun în care stătuse mareșalul Ferdinand Foch atunci când îi primise pe reprezentanții guvernului german. După ce a ascultat preambulul, Hitler a părăsit în mod teatral negocierile, lăsându-l în continuare pe șeful Statului Major al OKW, Wilhelm Keitel, să continue discuțiile.  Armistițiul și încetarea focului au intrat în vigoare la ora 1:35 a zilei de 25 iunie.

## Urmări
Franța a fost împărțită în zona de ocupație germană în nord și vest și „zona liberă” din sud. Ambele zone se aflau la nivel oficial sub autoritatea noului stat francez, care a devenit mai târziu cunoscut ca „Regimul de la Vichy”,  și care îl avea în frunte pe mareșalul Pétain. Charles de Gaulle, care fusese numit subsecretar al apărării naționale cu sediul la Londra de către Reynaud, a ținut discursul istoric din 18 iunie în care a refuzat să recunoască regimul de Vichy și a anunțat începerea formării  Forces Françaises Libres.
În acest timp, britanicii aveau dubii foarte mari că asigurările amiralului François Darlan conform cărora flota franceză de la Toulon avea să rămână sub control francez, așa cum prevedea textul armistițiului. Londra se temea că germanii aveau să preia controlul acestor vase aflate în porturile militare de sub controlul Regimului de la Vichy din sudul Franței și Africa de Nord și aveau să le folosească pentru invadarea Angliei (Operațiunea Leul de Mare). Royal Navy a organizat la o lună de la capitulare atacul de la Mers-el-Kébir împotriva forțelor navale franceze staționate în Africa.
Comitetul Șefilor Statelor Majore avea să declare în mai 1940 că, în cazul colapsului  Franței, „nu putem să gândim că putem continua războiul cu vreo șansă de succes” fără „sprijinul total economic și financiar” al SUA. Solicitările pentru ajutor american ale lui Churchill au dus la semnarea înțelegerii cunoscute ca „Destroyers for Bases agreement” care avea să fie primul act al colaborării anglo-americane din timpul războiului.
Ocupația diferitelor zone a continuat până în noiembrie 1942, când aliații au lansat Operațiunea Torța – debarcările din Africa de nord-vest. Pentru asigurare protecției sudului Franței, germanii au inițiat Operațiunea Anton și au ocupat și teritoriul aflat sub controlul Regimului de la Vichy. În iunie 1944, aliații occidentali au declanșat Operațiunea Overlord. A urmat o debarcare de mai mică amploare pe coasta mediteraneană a Franței, Operațiunea Dradoon. Fiind amenințate să fie izolate în centrul și vestul  Franței, trupele germane  au început să se retragă spre Reich. (Bazele de submarine puternic fortificate de pe coasta atlantică a Franței au rămas sub controlul german până în momentul capitulării). Pe 24 august 1944, Paris a fost eliberat, iar până în septembrie, cea mai mare parte a țării intrase sub controlul aliaților.
Până în momentul eliberării, aproximativ 580.000 de francezi și-au pierdut viața datorită războiului. Dintre aceștia, 40.000 au fost uciși de bombardamentele aliate din primele 48 de ore ale Operațiunii Overlord. Dintre victimele militari, 92.000 au murit în 1939-1940, iar 58.000 au murit în perioada 1940-1945, fiind în principal luptători ai Forțelor Franceze Libere. În Alsacia-Lorena, mai mulți cetățeni francezi s-au înrolat în armata germană, (cei mai mulți dintre ei au fost forțați să facă acest lucru),  și cam 40.000 dintre ei au căzut în lupte. Numărul victimelor din rândurile civililor s-a ridicat la 150.000 de oameni (60.000 victime ale raidurilor aeriene, 60.000 din rândurile Rezistenței și 30.000 victime ale forțelor germane de ocupație). Totalul prizonierilor și deportaților s-a ridicat la aproximativ 1.900.000 de oameni. Dintre aceștia, 240.000 au murit în prizonierat. Se estimează că aproximativ 40.000 de prizonieri de război, 100.000 de deportați pe baze rasiale, 60.000 de prizonieri politici și alți 40.000 din diferite alte categorii au murit în lagărele de muncă naziste.

### Reacția populației în Germania
Hitler a estimat mai înainte de începerea războiului că Germania va pierde până la un milion de soldați în luptele din Franța. În realitate, într-o campanie de doar șase săptămâni, Germania a pierdut doar 27.000 de soldați morți, 18.400 dispăruți în misiune, iar 111.000 de militari au fost răniți. Prin comparație, Imperiul German a pierdut aproape de trei ori mai mulți oameni în Bătălia de la Verdun din timpul primei conflagrații mondiale :233–234. Victoria rapidă și neașteptată din Franța a creat un val de euforie în rândul populației germane și mare elan al sentimentelor războinice. Popularitatea naziștilor și a lui Hitler în particular a atins apogeul în timpul celebrărilor de pe 6 iulie 1940 legate de capitularea Franței. 
„„Dacă mai era posibilă o creștere a sentimentelor pentru Adolf Hitler, aceasta a devenit realitate în zilele reîntoarcerii la Berlin” nota un raport privind starea de spirit a populației din teritoriu. Un alt raport sublinia că „În fața unei asemenea măreții, toate meschinăriile și nemulțumirile au dispărut”. Chiar și oponenții regimului au găsit că este dificil să reziste sentimentului victorios. Muncitorii din fabricile de armament au făcut presiuni să fie recrutați în armată. Populația considera că victoria finală era după colț. Doar Anglia mai le stătea în cale. A existat o veritabilă febră a războiului în rândul populației pentru probabil singurul moment în timpul celui de-al Treilea Reich.”

### Înaintarea în grad a 12 feldmareșali
În data de 19 iulie 1940, Hitler a înălțat la gradul de feldmareșal 12 generali în cadrul unei ceremonii de la Opera din Berlin. 
- Walther von Brauchitsch, comandantul șef al forțelor terestre;
- Wilhelm Keitel, șeful Statului Major al OKW;
- Gerd von Rundstedt, comandantul șef al Grupului de Armată A;
- Fedor von Bock, comandantul șef al Grupului de Armată B;
- Wilhelm Ritter von Leeb, comandantul șef al Grupului de Armată C;
- Günther von Kluge, comandantul al Armatei a 4-a;
- Wilhelm List, comandantul al  Armatei a 12-a;
- Erwin von Witzleben, comandantul al Armatei I;
- Walter von Reichenau, comandantul al Armatei a 6-a;
- Albert Kesselring, comandantul al Flotei aeriene a 2-a;
- Erhard Milch, inspectorul general al Luftwaffe;
- Hugo Sperrle, comandantul al  Flotei aeriene a 3-a.

Hermann Göring, care era deja feldmareșal, a fost înaintat la rangul de Reichsmarschall, el fiind singurul militar german care a primit acest grad în timpurile moderne.
Înaintarea la cel mai înalt grad militar al Wehrmachtului era fără precedent. De-a lungul primei conflagrații mondiale, Kaiserul Wilhelm al II-lea a înaintat în gradul de feldmareșal doar cinci generali..

## Pierderi

### Puterile Axei

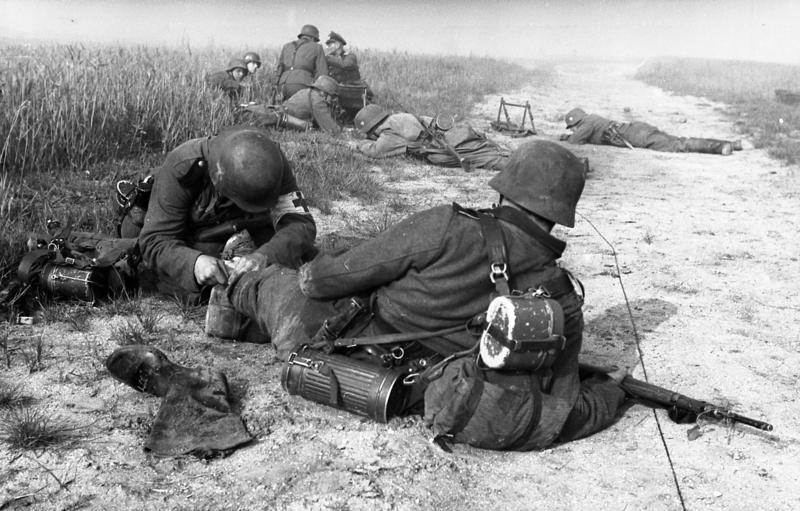
Medic militar german îngrijind soldați răniți

Pierderile totale germane sunt greu de determinat. Cifrele general acceptate în acest moment sunt de 27.047 morți, 111.034 răniți și 18.384 dispăruți în acțiune. Numărul total al celor morți s-ar putea ridica la 49.000, la cifrele inițiale adăugându-se numărul celor răpuși de boli, a răniților care au decedat în cele din urmă, sau a dispăruților care au fost confirmați ca morți în cele din urmă.
Bătălia Franței a dus la pierderea a aproximativ 36% din numărul total al aparatelor de zbor. 1428 avioane au fost distruse (1.129 în luptă, 299 în accidente), iar 488 dintre ele au fost avariate (225 în luptă, 263 în accidente). Pierderile din rândurile personalului Luftwaffe s-au ridicat la 6.653 de oameni, din care 4.417 membri ai echipajelor. Dintre aceștia din urmă, 1.129 au fost uciși, iar 1.930 au fost luați prizonieri sau au fost declarați dispăruți în luptă. Un mare număr dintre prizonierii de război au fost eliberați din lagărele franceze după capitulare.
Italia a pierdut 1.247 soldați morți sau dispăruți și 2.361 răniți. În plus, italienii au înregistrat peste 2.000 de cazuri de militari care au suferit degerături în Alpii Francezi.

### Aliații
Franța
În conformitate cu informațiile deținute de „Service historique de la défense”, Franța a pierdut  85.310 morți (inclusiv 5.400 magrebieni), 12.000 dispăruți, 120.000 răniți și 1.540.000 de prizonieri de război (inclusiv 67.400 magrebieni). Unele dintre ultimele cercetări ale francezilor plasează numărul morților între 55.000 și 85.000. În august 1940, 1.540.000 de prizonieri francezi au fost mutați în Germania, unde aproximativ 940.000 au rămas până în 1945, când au fost eliberați  de forțele aliate. Cel puțin 3.000 senegalezi au fost executați după ce au căzut prizonieri. În timpul prizonieratului, 24.600 de francezi au murit. 71.000 de prizonieri francezi au reușit să evadeze. 200.000 de prizonieri francezi au fost eliberați de autoritățile germane după semnarea mai multor înțelegeri între guvernele de la Vichy și Berlin. Mai multe sute de mii de prizonieri au fost eliberați pe motive de boală. Aviația militară franceză a pierdut 1.274 de aparate de zbor.
Regatul Unit
Britanicii au pierdut 68.111 morți, răniți sau prizonieri, (dintre care aproape 10.000 de morți, inclusiv cei pieriți în dezastrul vasului Lancastria). Britanicii au mai pierdut aproximativ 64.000 vehicule distruse sau abandonate  și 2.472 tunuri sau abandonate. RAF a pierdut în perioada 10 mai 22  iunie 931 de avioane și 1.526 de oameni. Marina Regală a pierdut 243 de vase în timpul Operațiunii Dynamo ca urmare a bombardamentelor Luftwaffe.
Belgia
Belgienii au pierdut 6.093 militari uciși și răniți și 200.000 de prizonieri de război. Aproximativ 500 de militari au fost dați dispăruți iar 2.000 de prizonieri de război au murit în lagărele germane .
Polonia
Polonezii au pierdut aproximativ 6.000 de oameni morți și răniți. Aproximativ 12.000 de militari (Divizia a 2-a de infanterie) a fost internată în Elveția pentru întreaga durată a războiului.

## Vedeți și:
- Istoria militară a Regatului Unit în timpul celui de-al Doilea Război Mondial
- Istoria militară a Franței în timpul celui de-al Doilea Război Mondial
- Forțele armate poloneze din vest
- Frontul de vest (al Doilea Război Mondial)

## Resurse internet
- BBC History. „WW2: Fall of France Campaign”. (Flash animation of the campaign)
- Brooke, Alan (1946). Despatch on Operations of the British Expeditionary Force in From 12th June, 1940 to 19th June, 1940 (PDF). London: War Office.[nefuncțională]
 In „No. 37573”. The London Gazette (invalid |supp= (help)). 22 mai 1946. London Gazette uses unsupported parameters (help)
- Facts in Review issue 2 (1940). „The Battle of France”. Arhivat din original la 5 decembrie 2008. (Official Nazi propaganda account of the Battle of France)
- Goossens, Allert M.A. „The invasion of Holland in May 1940”.
- Gort, John (10 octombrie 1941). „Viscount Gort's Despatch on Operations of the British Expeditionary Force in France and Belgium, 1939–1940”. Supplement to the London Gazette, Number 35305. Accesat în 6 noiembrie 2009.
- Webb, Jonathan. „The art of Battle: animated battle maps. Battle of France, 1940”. Arhivat din original la 14 ianuarie 2012.